# Comitetul Național Român (1948)
Comitetul Național Român a fost o organizație care și-a desfășurat activitatea la Washington, D.C. între 1949 și 1975. A făcut parte, alături de comitete similare reprezentând alte țări din Europa de Est, din Asociația Națiunilor Europene Captive⁠(en)[traduceți].
Comitetul a activat în mai multe domenii, funcționând drept reuniune de experți care a furnizat rapoarte bine informate, amănunțite și influențiale cu privire la situația din România după venirea comuniștilor la putere, publicând reviste în limba engleză și franceză. A susținut Fundația Universitară Carol I și organizația de ajutorare a refugiaților CAROMAN.
Comitetul a fost organizat de Generalul Nicolae Rădescu, ultimul prim-ministru constituțional al României, sub patronajul Regelui Mihai I. Acesta a fost compus din oameni politici din partidele democratice (Partidul National Țărănesc, Partidul Național Liberal, și o parte a Partidul Social Democrat) din guvernul anterior instaurării guvernării comuniste în România. La cererea Regelui Mihai I, legionarii nu au fost incluși. Din aceste motive, comitetul a reprezentat tradiția democratică română în occident, dar nu a reprezentat un guvern român în exil și nu a fost recunoscut ca atare.
Comitetul nu a avut o sursă stabilă de finanțare pe durata activității ceea ce a dus, printre altele, la numeroase disesiuni între participanți, referitor la ce ar trebui să facă sau ce reprezintă.

## Pregătirea rezistenței anti-comuniste din exil
Inițiatorul ideii de a organiza o conducere românească în exil, în contextul intrării trupelor sovietice în România, este Mihai Antonescu, ministru al afacerilor străine în perioada războiului. La începutul anului 1943, după înfrângerea de la Stalingrad, Mihai Antonescu întocmise deja o listă de  persoane care să se refugieze în occident pentru a continua rezistența împotriva comunismului. Pentru finanțarea acestei rezistențe în exil, în perioada 1943 – 1944, Mihai Antonescu a transferat aproximativ 20 de milioade de franci elvețieni în bănci din Elveția. Administrator al acestui fond a fost numit Vespasian V. Pella, ministru plenipotențiar al României la Berna.
După încheierea armistițiului cu Națiunile Unite, Grigore Niculescu-Buzesti, ministru al afacerilor străine în guvernul Generalului Constantin Sănătescu, a dispus ca banii să se întoarcă în țară. Banca Națională a primit treptat peste 10 milioane de franci elvețieni. Noul titular al Ministerului Afacerilor Străine, Constantin Vișoianu (în guvernul Generalului Nicolae Rădescu, numit la 5 decembrie 1944) a dispus încetarea transferurilor de bani din Elveția. Cu puțin timp înainte de căderea guvernului Rădescu, la 12 ianuarie 1945, Constantin Vișoianu i-a transmis lui Gheorghe Anastasiu, însărcinat cu afaceri al României la Berna, ordinul de a transfera banii pe numele lui Alexandru Cretzianu, la acea vreme ambasadorul României la Ankara. Din suma inițiala a "fondului elvețian" de 20 de milioane de franci elvețieni, în contul lui Alexandru Cretzianu au ajuns aproximativ 6 milioane. Transferul la Schweizerische Bankgesellschaft din Berna a fost efectuat la 5 mai 1945. Aceste fonduri urmau să fie utilizate pentru organizarea rezistenței românești anticomuniste.
Transferul ordonat de Constantin Vișoianu, făcut pe baza decretului-lege nr. 576 din 4 noiembrie 1944, era perfect valabil. Decretul dădea dreptul ministrului afacerilor străine să efectueze cheltuieli discreționare, menționând că "cheltuielile nu trebuie justificate prin acte". Deși guvernele următoare au contestat legalitatea transferului, ele au continuat să efectueze plăți în virtutea aceluiași decret. Astfel, cu aceeași justificare, la 28 ianuarie 1948, Ana Pauker, ministru de externe al Republicii Populare Române, semna o decizie prin care o împuternicea pe Ana Toma, secretar de stat la același minister "de a aproba cheltuielile de la fond pentru interese superioare de stat, în limitele prevederilor bugetare și ale creditelor deschise de Ministerul Finanțelor în orice sume, când cheltuielile se sprijină pe acte, și până la cel mult 20% din totalul fondurilor, când e vorba de plata în interes general, care nu pot sau nu trebuie să fie sprijinite pe acte".
Unele documente din arhiva Comitetului Politic Executiv al C.C. al P.C.R., semnate de Grigore Geamănu, Constantin Flitan și Tudor Popescu, afirmă că ordinul ar fi fost emis de Vișoianu după de 6 martie 1945 și ar fi fost antedatat. Acestă afirmație este greu de susținut, deoarece după instaurarea guvernului Groza, Vișoianu nu mai avea acces la canalele oficiale de transmitere de documente către ambasadele din străinătate. Deși documentele P.C.R. consideră că, la data care a fost făcut, transferul a fost ilegal, deoarece de la data de 6 martie 1945 portofoliul afacerilor străine fusese preluat de Gheorghe Tătărăscu, nu există însă nicio dovadă că Tătărăscu ar fi transmis la Berna o dispoziție de anulare a ordinului de transfer. În sfârșit, documentul semnat de Geamănu, Flitan și Popescu afirmă că ordinul de transfer a fost dat cu asentimentul lui Nicolae Rădescu, afirmație negată de Ion Calafeteanu.

## Primele organizații ale rezistenței române din exil
Un prim grup al rezistenței române din exil a fost format la Geneva în 10-11 iulie 1946. Grupul înființat de Grigore Gafencu, Alexandru Cretzianu, Viorel Virgil Tilea, Nicolae Petrescu-Comnen și George Răuț își fixase ca primă sarcină apărarea intereselor românești la Conferința de Pace de la Paris.
Politicienii opuși regimului comunist considerau că guvernul Petru Groza era nelegitim, fiind instaurat la București din ordinele reprezentantului Uniunii Sovietice Andrei Vâșinski. De aceea, acești politicieni au întreprins demersuri pentru formarea unui guvern român în exil. Demersuri similare erau făcute în aceeași vreme și de politicienii din alte țări care intraseră sub zona de dominație a Uniunii Sovietice.
Încă din 1945, apar în Europa Occidentală diferite "comitete române", fără pretenții de reprezentativitate, ci mai ales cu scopul de a ajuta și orienta refugiații români. În anii următori, conștienți că libertatea și chiar viața lor era în pericol, numeroși conducători politici din România au plecat în străinătate, unii dintre ei având mandate de reprezentare a partidelor istorice din țară. Astfel, Grigore Niculescu-Buzesti, Ministrul Afacerilor Străine în guvernul generalului Sănătescu, reușise să plece în străinătate, purtător al unei scrisori iscălite de Iuliu Maniu, Dinu Bratianu și Titel Petrescu prin care era însărcinat să organizeze rezistenta în străinătate.
Textul acestei scrisori este următorul:

Iubite domnule Buzești,

Am fost bucuros să aflu că, plecând din țară, sunteți gata a duce mai departe lupta pentru cauza națională pe care ați servit-o cu atâta strălucire și în mod atât de hotărîtor cu prilejul pregătirii și realizării actului de la 23 august 1944, ca și de atunci încoace. În tot acest timp, mi-ați fost cel mai apropiat colaborator în domeniul politicii externe. Sunteți astfel în măsură a cunoaște în întregime ideile ce animă acțiunea politică pe care o conduc. Situațiunea internă ca și problemele ce frământă astăzi țara vă sunt de asemenea prea bine cunoscute prin experiența nemijlocită ce aveți în această privință. În aceste condițiuni, socotesc nimerit să vă rog a mă reprezenta în străinătate în orice împrejurare și a decide în numele meu, atunci când nu va mai fi posibil a-mi referi în prealabil, în cadrul acțiunii desfășurate, potrivit instrucțiunilor ce am dat domnului Alexandru Cretzianu, de prietenii noștri aflați peste hotare. Convins că, în îndeplinirea acestui mandat veți avea colaborarea solidară a tuturor compatrioților noștri care înțeleg să apere în fața opiniei internaționale independența și interesele vitale ale României, vă rog să primiți, iubite domnule Buzești, încredințarea simțămintelor mele de înaltă și afectuoasă prețuire,

Iuliu Maniu. 
 

Sunt de acord cu D-nul Maniu

Constantin I.C. Brătianu

În total acord cu cele scrise mai sus de  D. Iuliu Maniu. În acord cu D. Const. I.C. Brătianu. Dau la rându-mi mandat D-lui Niculescu-Buzești să reprezinte Partidul Social Democrat Independent din România, făcând cunoscută partidelor socialiste din străinătate situația noastră din țară  - acțiune eminamente democrată și națională.

Constantin Titel Petrescu

Printre ceilalți demnitari care au reușit să plece se numără Nicolae Rădescu, Constantin Vișoianu și Mihail Fărcășanu. În primăvara anului 1947, tot la Geneva, a fost semnat un nou protocol, semnat de generalul Nicolae Rădescu, Cornel Bianu, Nicolae Caranfil, Alexandru Cretzianu, Carol Citta Davila, Grigore Gafencu, Grigore Niculescu-Buzești, Augustin Popa, Viorel Virgil Tilea și Constantin Vișoianu care căuta să precizeze măsurile care trebuiau luate pentru formarea unui comitet național. 
După scoaterea în afara legii a partidelor politice democratice din România, arestarea lui Iuliu Maniu și abdicarea Regelui Mihai I la 30 decembrie 1947, la inițiativa lui Augustin Popa, care fusese director al ziarului național-țărănist "Curierul", reprezentanții în străinătate ai Partidului Național Țărănesc (PNȚ), ai Partidului Național Liberal (PNL) și ai Partidului Social Democrat Independent (PSDI) au creat, în ianuarie 1948, un organism de coordonare a activității lor în exil, denumit Consiliul Partidelor Democratice Române. Acest consiliu constituia un prim pas spre formarea unui Comitet Național, care să constituie un organ reprezentativ al românilor din afara zonei de influență a Uniunii Sovietice.  

## Tratative pentru formarea unui Comitet Național

### Participanții la discuții
Fiind vorba despre o activitate în exil, selecționarea persoanelor care participau la discuții se putea face doar din cadrul grupului restrâns de oameni care fie trăiau în occident, fie reușiseră să plece din România. Numeroase personalități politice, a căror contribuție ar fi fost deosebit de utilă, rămăseseră în România și astfel nu puteau participa la organizarea comitetului.
Chiar în aceste condiții, din grupul de participanți la discuții făceau parte o serie de personalități de excepție. Trebuie în primul rând menționat grupul de diplomați, majoritatea aflându-se în misiuni în străinătate și refuzând să se întoarcă în țară, alții reușind prin diferite mijloace să părăsească țara. Dintre grupul de diplomați, ies în evidență Grigore Gafencu și Constantin Vișoianu, ambii foști miniștri de externe, cu o mare experiență diplomatică. Existau însă în exil și alți diplomați, foști miniștri plenipotențiari în diferite țări, care putea aduce o contribuție însemnată activităților comitetului. Din generația mai tânără de diplomați trebuie citat Brutus Coste, care lucrase timp de mai mulți ani cu Grigore Gafencu.
Spre deosebire de acest grup, dintre reprezentanții partidelor politice, singura personalitate de înalt nivel era Mihail Fărcășanu, din partea Partidului Național Liberal. Personalitate cu o pregătire deosebită, având un doctorat în științe politice de la Universitatea din Berlin, fusese foarte activ în organizarea tineretului liberal din România unde era considerat marea speranță de viitor a partidului. Mult mai puțin angrenați în discuții erau alți liberali ca Vintilă  Brătianu sau George Assan. Din partea Partidului Național Țărănesc majoritatea personalităților care reușiseră se plece în occident și care participau la lucrările de formare a comitetului, dintre care se menționează Augustin Popa, Cornel Bianu și Anton Crihan, erau personalități secundare în cadrul Partidului Național Țărănesc, care vedeau în Comitetul Național mai mult o platformă pentru propria afirmare decât o organizație în care puteau să aducă o contribuție bazată pe experiența trecută. Din partea Partidului Social Democrat Independent existau puțini participanți la discuții, majoritatea conducătorilor partidului aflați în occident, printre care Eftimie Gherman și Sacha Volman refuzând orice legătură cu celelalte partide. Totuși la tratative au participat câțiva social-democrați, printre care Iancu Zissu, care se prezenta ca delegat al lui Constantin Titel Petrescu. Totuși, poziția lui era slăbită din cauza unei scrisori trimise în străinătate de un grup de membri ai Partidului Social Democrat Independent, rămași în România, care nega dreptul lui Zissu de a reprezenta partidul. Personalitatea cea mai combativă a social-democraților în cadrul discuțiilor era Gabriel Bădărău. 
Dintre participanții care nu erau implicați politic trebuie menționat ing. Niculae Caranfil, membru corespondent al Academiei Române, o personalitate având pe de o parte vaste cunoștințe în domeniul tehnic și economic iar pe de alta aptitudini organizatorice extraordinare. Caranfil fusese numit reprezentant al Societății Române de Crucea Roșie Libere, o organizație non-guvernamentală, cu rolul de a reprezenta în străinătate interesele societății de Crucea Roșie din România, care fusese desființată de comuniști, fiind înlocuită cu o organizație nouă subordonată intereselor noului regim de la București. Un alt expert de înalt nivel era Sabin Manuilă, membru corespondent al Academiei Române, care condusese Institutul Național de Statistică și fusese Ministru subsecretar de stat pentru organizarea statului, a statisticii și a inventarului în guvernele Sănătescu și Rădescu. Dintre toți cei care participau la discuțiile de organizare a comitetului, el era singurul care dispunea de informații statistice care puteau fundamenta diferitele tipuri de decizie, luate atât pentru organizarea comitetului cât și, ulterior, pentru activitatea comitetului.
Lucrările de pregătire a comitetului erau conduse de Generalul Nicolae Rădescu, în calitatea sa de ultim prim ministru al României numit în mod democratic, înainte de preluarea puterii de către comuniști. Extremul său patriotism și dorința sa de a face bine nu puteau, însă, compensa lipsa sa de experiență politică, la care nici rangul său de general de cavalerie nici funcția sa de fost aghiotant al regelui Ferdinand al României nu erau de niciun folos. 
Pentru a asigura o legitimitate mai mare a comitetului, majoritatea participanților la lucrările de formare a comitetului erau de părere că comitetul național trebuia numit de regele Mihai, care era ultimul organ de decizie. Consecința acestei decizii era că, în condițiile unor divergențe de opinii, regele era pus în situația de a decide în favoarea sau defavoarea anumitor păreri, fără a fi în posesia tuturor elementelor de fundamentare a deciziei și chiar fără a fi informat asupra justificării diferitelor opinii. De altfel, regele era nepregătit pentru un asemenea rol, deoarece atât regele Carol II cât și mareșalui Ion Antonescu căutaseră să-l izoleze de viața politică. Deoarece discuțiile pentru formarea comitetului se duceau la New York și regele se afla în Europa, singurele informații pe care regele le primea erau scrisori ale unora din participanții la discuții. Regele nu avea un aparat propriu care să-i permită să fie informat direct, singura persoană pe care se putea baza era aghiotantul său generalul C. Petre-Lazăr. De altfel toată corespondența regelui către diferiții politicieni era semnată de generalul Petre-Lazăr, încât nu se poate determina exact în ce măsură conținutul scrisorilor respective reprezenta exact părerea regelui sau cuprindea interpretări și opinii ale generalului. Astfel, vorbind despre generalul Petre-Lazăr regele Mihai menționează:

"El a fost singurul care a rămas lângă mine. Mi-a fost aghiotant, secretar, sfătuitor. N-a fost chestiune de politică românească pe care să n-o discut cu el. Mă ținea la curent cu tot ce se întâmpla mai important în țară și în afara țării… Poate că felul său de a fi avea un neajuns. Era uneori prea tăios. Când avea de spus câte ceva, nu-și alegea cuvintele, spunea totul de-a dreptul fără menajamente. A supărat pe multă lume." 
Părerile din exterior despre Petre-Lazăr erau mult mai aspre și nu se refereau doar la tonul său tăios. Pare să fi existat un consens că generalul era incompetent și complet lipsit de orice înțelegere a problemelor politice, că rolul său a fost extrem de negativ și influența sa asupra regelui a fost catastrofală. Vișoianu considera că generalul era total ignorant în problemele legate de politică, iar Neagu Djuvara consideră că îl caracterizează cu excesivă bunăvoință când îl descrie:
"Petre-Lazăr, personaj strâmtorat și pretențios, total lipsit de umor și a cărui inteligență nu izbea la prima vedere, reușise să se facă antipatic tuturor." 

### Concepții privitoare la rolul comitetului
În discuțiile cu privire la formarea comitetului român s-au înfruntat diferite principii referitoare la rolul unui asemenea comitet și asupra activităților de care trebuia să se ocupe. Majoritatea istoricilor care au prezentat activitatea comitetului, au scos în evidență discordiile, punându-le pe seama unor orgolii personale ale persoanelor care luau parte la discuții. Aceste studii se bazează în special pe documente care prezintă doar o parte a punctelor de vedere exprimate, în special cele de politică externă care sunt reflectate în arhiva Hoover și în arhiva MAE, precum și pe informații transmise în țară de diferiți informatori, care în bună parte erau tendențioase. Analiza retrospectivă a activității comitetului arată că, discuțiile erau mai puțin de natură personală și erau generate de viziuni diferite ale participanților.

### Varianta unui comitet având rol preponderent de politică externă
Primul punct de vedere era cel de a da comitetului rolul care fusese conceput de Ministerul Afacerilor Străine din România, încă înainte de preluarea puterii de către comuniști. Acest rol era cu prioritate unul de politică externă, comitetul urmând a apăra acele interese ale României pe care un guvern lipsit de independență nu le putea apăra și de a determina guvernele străine să acționeze în concordanță cu aceste interese ale României. În principiu, ei susțineau că un comitet național ar acționa în baza unui mandat al ultimului guvern legitim al țării. Principalele funcțiuni ale unui asemenea comitet ar fi fost cele diplomatice, având drept scop pe de o parte mobilizarea puterilor occidentale în sensul eliberării României și, în paralel, apărarea intereselor românești. De aceea este normal ca principalii susținători ai acestei concepții să fi fost Grigore Niculescu-Buzești, Constantin Vișoianu și Alexandru Cretzianu, primii doi fiind foști miniștri români ai afacerilor străine care concepuseră încă din țară acest rol și chiar puseseră la o parte fonduri pentru funcționarea unui asemenea comitet.
Diplomații români care erau mai familiarizați cu politica externă a țărilor occidentale s-au raliat și ei acestui punct de vedere. Dintre aceștia sunt de menționat Grigore Gafencu, Viorel Virgil Tilea și Carol Citta Davila care petrecuseră anii celui de al doilea război mondial în vest. Tilea fusese ministru plenipotențiar la României la Londra, iar Davila avusese aceeași funcție la Washington în anii antebelici și amândoi continuaseră să aibă contacte la nivelul ministerelor de externe ale țărilor în care fuseseră acreditați. Gafencu publicase diferite lucrări cu privire la politica externă a țărilor occidentale și era o personalitate recunoscută în cercurile diplomatice din occident. Totuși punctele de vedere ale celor două grupuri de diplomați nu coincideau în întregime. Nici Niculescu-Buzești nici Vișoianu nu aveau experiența unei activității diplomatice în favoarea României duse în afara canalelor diplomatice uzuale fără a avea statutul de reprezentanți diplomatici acreditați. Gafencu, Tilea și Davila căutau să demonstreze că un comitet în exil nu este tratat la fel cu miniștrii plenipotențiari acreditați ai unei țări suverane și de aceea poziția trebuia să fie mai nuanțată. În perioada războiului aliații nu aveau relații diplomatice cu România, și acceptau discuții diplomatice cu grupurile care se opuneau politicii oficiale a României. Dar, indiferent de faptul că relațiile erau tensionate sau nu, existența unor relații diplomatice cu România implica recunoașterea de către puterile occidentale a regimului de la București. De aceea, comitetul nu putea pretinde să reprezinte România în discuțiile cu puterile occidentale, ci doar opoziția anti-comunistă și pentru aceasta, după părerea lor, era important ca comitetul să apară ca reprezentant al întregii emigrații românești anticomuniste. 
Cea mai mare parte a cadrelor diplomatice erau conștiente că diviziunea Europei decisă prin Conferința de la Ialta avea să fie îndelungată și că puterile occidentale nu erau dispuse să se angajeze într-un conflict care să modifice starea de lucruri. Războiul civil din China și, ulterior, războiul din Coreea au fost considerate de diplomați ca dovezi că zona de tensiune se mutase din Europa în Asia. În aceste condiții, singurele acțiuni care puteau avea un rezultat, chiar limitat, erau cele de natură diplomatică. Discuțiile legate de răsturnarea regimului de la București și de componența guvernului care ar prelua puterea după această răsturnare li se păreau o pierdere de vreme și o risipire a resurselor. 

### Varianta unui guvern în exil
Conform acestui punct de vedere, comitetul trebuia să îndeplinească rolul unui guvern român în exil, chiar dacă, din cauza opoziției guvernului Statelor Unite ale Americii, nu putea avea acest titlu, cel puțin la început. Această concepție se baza pe ipoteza că, din moment ce guvernul comunist din România fusese impus cu forța de Uniunea Sovietică, el nu era un guvern legitim al țării. Guvernul din exil ar constitui astfel un organism care să poată reprezenta interesele României față de statele care l-ar recunoaște. În timpul celui de al doilea război mondial funcționaseră pe teritoriul aliaților, diferite guverne în exil ale statelor ocupate de Germania. În momentul eliberării țărilor ocupate, guvernele din exil au preluat adesea puterea, cazul cel mai evident fiind cel al Franței, unde Generalul Charles de Gaulle a condus guvernul după eliberare. De aceea, susținătorii acestei variante erau de părere că guvernul din exil (sau comitetul care avea acest rol) trebuia să-și concentreze eforturile asupra pregătirii eliberării României de sub comuniști și formării echipei care să preia puterea în "vacuumul" lăsat după căderea puterii comuniste. Funcțiile unui guvern în exil fiind prin definiție politice, în această viziune, comitetul urma să fie format din reprezentanți ai partidelor politice, proporțional cu forța lor politică din țară. Legitimitatea guvernului ar fi decurs din faptul că era format din reprezentanți ai principalelor forțe politice din România.
Acest punct de vedere a fost clar exprimat de Horațiu Comăniciu la cea de a doua întâlnire a Consiliului Partidelor Democratice din 17 ianuarie 1948:

"Partidele sunt acelea ce reprezintă țara. Printre partide, în primul rând este Partidul Național-Țărănesc. 10.000 de fruntași național-țărăniști zac în închisori. E o datorie pentru noi de a răsplăti jertfa lor și în special aceea a domnului Maniu. Comitetul trebuie să aibe un caracter reprezentativ. Țara nu vrea să fie și nu poate să fie reprezentată de oameni care nu au contact cu ea, care, dacă prin experiența lor diplomatică au fost feriți de greutățile din țară, au pierdut în același timp contactul cu ea." 
Acest punct de vedere a fost susținut de alți participanți printre care Pleșa, Ciurea și Neagu Djuvara. De fapt, politicienii țărăniști căutau prin aceasta să-și creeze o poziție dominantă, care să-i aducă la putere după eliberarea țării, pe care ei o vedeau ca iminentă. 
Punctul de vedere al reprezentanților țărăniști nu a fost însă acceptat de delegații Partidului Național Liberal. În aceeași ședință Vintilă Brătianu susținea:

Azi, pe lângă partide, avem de a face și cu o cauză națională, care cere unirea tuturor românilor. Trebuie să ținem seama de partide, dar să căutăm să ne ridicăm ceva mai sus, spre ceva mai larg, să ne dezbrăcăm de haine partizane prea strâmte.
 
De asemenea, Gabriel Bădărău, reprezentant al Partidului Social Democrat Independent, a criticat vehement acțiunile țărăniștilor de a elimina din discuție atât personalitățile care nu reprezentau partide politice, cât și pe cei care aveau puncte de vedere contrare:

"Ceea ce urmărim noi aici în străinătate este succesul procesului pe care îl pledăm – procesul existenței României – și nicidecum instaurarea unui regim de guvernământ. Or cheia succesului în străinătate stă în poziția personală a celor ce pot și trebuie să acționeze. Reprezentanții partidelor au, înainte de toate, datoria de a întări poziția persoanelor mai sus amintite, pentru a mări eficacitatea acțiunii lor și nu a o micșora."

Totuși țărăniștii au reușit să elimine din comitet pe cei care nu erau de acord cu punctul lor de vedere, în principal pentru că erau mai numeroși. În cele din urmă, nici Vintilă Brătianu nici Gabriel Bădărău nu au fost acceptați ca membri ai comitetului, iar dintre persoanele care nu erau legate de partide politice, au fost acceptate doar cele care îi susțineau pe țărăniști.
Rolul comitetului de a fi un guvern în exil a fost susținut și de regele Mihai I. În convorbirile sale, el afirma:

"Pentru noi, Comitetul Național Român a însemnat guvernul României în exil… Am precizat de la început, pentru noi, adică pentru românii care au simțit nevoia de reprezentare oficială între străini și care l-au creat în consecință. Comitetul Național a fost gândit ca un guvern în exil".

Probabil că regele era dezinformat asupra poziției Statelor Unite când afirma:

"Americanii au acceptat guvernul în exil al românilor sub numele de Comitet Național. Asta a fost important… Oricum, Comitetului i s-a recunoscut felul de organizare, nu mai era un secret pentru nimeni că el funcționează ca un guvern și că scopul nostru principal e să reprezentăm pe românii din țară și din afara ei."

În realitate, Statele Unite au fost categorice în a respinge orice organism care avea rolul unui guvern în exil. În momentul în care divergențele din comitet au devenit acute, prin rolul său de arbitru, regele a susținut punctul de vedere al țărăniștilor, care doreau să formeze un asemenea guvern în exil. Dar în același timp, dezideratul regelui ca comitetul să reprezinte pe românii din afara țării era imposibil de realizat în concepția unui guvern în exil, deoarece românii din exil nu aveau niciun motiv să considere că delegații partidului țărănesc din România îi reprezintă.

### Varianta unui organism de coordonare a activității românilor din exil
O concepție diferită era cea care acorda prioritate aspectelor naționale. Susținătorii acestui punct de vedere considerau că problema României constituia o cauză națională nu una politică. Ipoteza că un comitet național în exil i-ar reprezenta pe românii din țară (așa cum susțineau țărăniștii) și în același timp i-ar ignora pe românii din străinătate li se părea cu totul absurdă. De asemenea, ei respingeau ideea că apartenența membrilor comitetului la partidele politice din România ar constitui un mandat al comitetului. De aceea, acest grup considera că în acțiunea anticomunistă trebuiau antrenați toți românii aflați în străinătate care, în proporție zdrobitoare, nu erau membri ai vreunui partid politic. Rolul pe care fiecare persoană l-ar fi jucat în cadrul comitetului urma să fie bazat pe meritele personale și pe aprecierea de care se bucura în rândurile conaționalilor. 
În această concepție, activitatea principală a Comitetului ar fi fost să organizeze românii din străinătate. Cea mai mare parte a românilor care reușiseră să fugă din România în occident erau complet lipsiți de mijloace. Susținătorii acestui punct de vedere puteau arăta că se formaseră organizații ale românilor în țările din occidentale căutau să îi ajute, atât prin mijloace materiale, cât și prin sprijin pentru a le ușura găsirea unui mod de subzistență, dar din cauza lipsei de mijloace, numărul celor care fuseseră ajutați era extrem de mic. Principalul rol al comitetului ar fi fost să întărească aceste organizații și să inițieze acțiuni care să atragă românii care nu erau încă activi în acțiuni de susținere a luptei anticomuniste. Mandatul comitetului ar fi astfel un mandat real al comunității românești din exil și nu unul teoretic al românilor din țară oricum nu fuseseră nicidecum consultați în această privință. 
Principalii susținători ai acestei concepții au fost Nicolae Rădescu, Nicolae Caranfil, Mihail Fărcășanu și Brutus Coste. Totuși au fost mulți români care nu aveau o activitate politică și care susțineau existența unui organism național, de unire a românilor din străinătate. Transpunerea în viață a acestei concepții ar fi diminuat rolul partidelor politice și ar fi dus la o creștere a rolului personalităților române din exil.
La 21 decembrie 1947 un grup de “tineri” dintre care făceau parte Leonid Constantinescu, Dan Geblescu, Gabriel Bădărău, Aldea Cerchez, Mircea Eliade, Mircea Răducanu, Octav Vuia, Iancu Zissu, Jean Haralamb și Petre Sergescu au constituit un "comitet de inițiativă". Ei militau pentru unirea tuturor românilor patrioți și democrați și condamnau acțiunile luate de "clanul diplomato-agrarian" de a elimina o serie de participanți la discuții, în special pe Citta Davila, V. V. Tilea, George Răuț și Nicolae Caranfil.
În momentul sosirii sale la Paris la 26 ianuarie 1948, Generalul Rădescu a avut intenția să convoace la Paris o adunare generală a exilaților Români. Atât țărăniștii în frunte cu Augustin Popa cât și grupul de diplomați format de Grigore Niculescu-Buzești, Constantin Vișoianu și Alexandru Cretzianu s-au opus acestei idei, în special pentru că atmosfera din capitala Franței le era net defavorabilă. 
Totuși, părerile referitoare la antrenarea românilor din emigrație au fost ridicate de mai multe ori în discuțiile de pregătire a comitetului.
Astfel, în cadrul discuțiilor, Gabriel Bădărău susținea ideea unei adunări generale a românilor din exil:
"Personalitățile proeminente ale comunității românești din străinătate, în general persoanele care au jucat un rol în viața publică (politică, intelectuală și administrativă), nu pot fi ținute în marginea unei discuții care apare ca fiind de o importanță capitală pentru lupta noastră de eliberare… Instituirea unui larg organ de expresie – o adunare sau un consiliu național – al comunității exilaților politici, este indispensabilă atât pentru ținuta democratică a mișcării, cât și pentru rolul de arbitru pe ce l-ar putea juca…

Ceea ce urmărim noi aici, în străinătate este succesul procesului pe care-l pledăm – procesul existenței României – și nicidecum instaurarea unui regim de guvernământ. Or cheia succesului în străinătate stă în poziția celor ce pot și trebuie să acționeze. Reprezentanții partidelor au, înainte de toate, datoria de a întări poziția persoanelor amintite, pentru a mări eficacitatea acțiunii lor și nu a o micșora."
Leontin Constantinescu era de asemenea extrem de vehement, militând pentru cooptarea unor exilați români nelegați de partide.
"Profilul politic al țării legale nu se suprapune cu acel al țării reale. Și nu spun acest lucru pentru a minimiza rolul partidelor, pentru că sunt conștient că o democrație nu poate exista fără partide, ci pentru a arăta că țara nu poate fi reprezentată în mod exclusiv de un partid, chiar dacă acesta ar avea majoritatea absolută… Realitatea face că ne găsim în fața unui monopol, sau mai bine zis a unei tentative de monopolizare a acțiunii românești de peste hotare, în favoarea unui clan. Același grup, în care recunoaștem aceiași oameni, lucra ieri sub eticheta Ministerului de Externe și se prevalează azi de eticheta agrariană. Această  castă a încercat în acțiunea sa, să elimine, unul câte unul pe toți cei care erau susceptibili să-i contracareze planurile oculte." 

### Varianta unui organism de coordonare a rezistenței armate împotriva comunismului
În condițiile existenței unor grupuri care ducea o luptă armată împotriva regimului comunist din România, au exista participanți care susțineau că rolul comitetului ar trebui să fie cel de a susține și coordona lupta acestor grupuri. O similaritate în această privință ar fi reprezentat-o susținerea de către forțele franceze libere a mișcării de rezistență din Franța în timpul celui de al doilea război mondial. Nu a existat un curent puternic de susținere a acestei funcțiuni a comitetului. Totuși, unii participanți, printre care și Generalul Nicolae Rădescu, considerau că acest aspect trebuia și el luat în considerare.
Astfel, în ședința din 24 ianuarie 1948, Remus Țețu, secretar al generalului Rădescu la Paris, afirma:
"Acțiunea de rezistență internă nu e numai rezultatul unor hotărîri politice, ci mai ales cel al stărilor reale, al stărilor de fapt. Oamenii amenințați iau calea munților. Acestora nu li se pot face teorii, ci trebuie să li se dea soluții."
Elementul care pare surprinzător este faptul că punctul de vedere contrar a fost susținut tocmai de reprezentanții partidului național țărănesc, în numele căruia se luptau cel puțin o parte din rezistența armată din România. Astfel, în aceeași ședință, Augustin Popa afirma:
"Momentele prin care trecem sunt tragice. În țară evenimentele se precipită și, din nenorocire, ritmul evenimentelor din țară nu se suprapune, nu e sincronizat cu ritmul evenimentelor internaționale. Așa fiind, problema mare internă este conservarea ființei biologice a neamului. Mișcările și actele de rezistență din țară, oricât de eroice ar fi, nu pot face să se schimbe situația internațională. Asemenea gesturi devin inutile." 
Asemenea dezavuări ale acțiunilor de rezistență ale unora din țărăniștii din țară au avut ca efect reducerea credibilității reprezentanților partidului ca reprezentanți ai partidului din țară.

### Discuțiile cu privire la structura comitetului

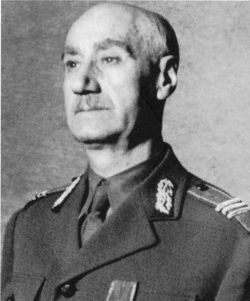
Generalul Nicolae Rădescu, Președinte al Comitetului Național Român (1949-1950)

Diferitele concepții nu erau total contradictorii, iar participanții la discuții au încercat să ajungă la un compromis, incluzând în statutul comitetului diferitele categorii de activități, chiar dacă prioritățile lor nu coincideau. Problema nu era însă cea de a înscrie orice activități în statutul comitetului, ci de a organiza și finanța aceste activități, iar resursele umane și financiare ale comitetului erau cu totul insuficiente pentru a le duce la bun sfârșit pe toate, fiind necesară acordarea priorității uneia sau alteia din activități.
Au urmat alte discuții referitoare la  componența comitetului. În prima ipoteză, a unui guvern în exil, rolul comitetului fiind în esență un rol politic, soluția era de a se forma comitetul din reprezentanți ai diferitelor partide politice, ceea ce ducea la determinarea ponderii reprezentanților diferitelor partide politice în cadrul comitetului. Având în vedere că, după diferite evaluări ale rezultatelor reale ale alegerilor din România din 1946, ponderea Partidului Național Țărănesc era mult mai mare decât a celorlalte partide, reprezentanții PNȚ cereau un număr mai mare de reprezentanți, punct de vedere care era combătut atât de Nicolae Rădescu cât și de reprezentanții celorlalte partide, în special cei ai Partidului Național Liberal. Pe de altă parte, dacă comitetul urma să se ocupe și de organizarea românilor din occident, importanța partidelor politice din România era mult diminuată și se ridica problema cooptării unor personalități reprezentative ale exilului românesc, fără apartenență politică, dintre care practic niciunul nu participa la discuții, din moment ce tratativele fuseseră inițiate de Consiliul Partidelor Democratice. 
Factorul decisiv, care a înclinat balanța victoriei în favoarea primului punct de vedere, a fost regele Mihai I, care, cu ocazia unei vizite făcute la Washington în martie-aprilie 1948, a declarat că preferă soluția politică, apreciind însă că, pe considerentul de a asigura continuitatea, în fruntea comitetului trebuia numit generalul Nicolae Rădescu, ultimul prim-ministru pe care regele îl numise în condiții democratice. 
În paralel cu discuțiile din cadrul comitetului, au avut loc și diferite consultări cu Departamentul de Stat. Departamentul de Stat al SUA susținea formarea unui comitet român, dar considera că din funcțiile acestui comitet trebuia eliminată componenta politică a unui guvern în exil. În nota Departamentului de Stat referitoare la o serie de convorbiri avute de Grigore Gafencu și Brutus Coste cu Horace J. Nickels, funcționar politic pentru problemele românești și cu Barbour, șeful diviziei pentru Europa de Sud se precizează clar că departamentul dorea să se formeze un comitet care să unifice diferitele tendințe din emigrația română, dar în același timp nu era dispus să nu recunoască legitimitatea guvernului comunist de la București .

"Politica Departamentului de Stat a fost în permanență cea de a fi imparțial cu toți exilații români cu care avea relații pozitive. Totuși, ținând seama de continuarea discordiei, Departamentul se consideră obligat să-și exprime punctul de vedere că ar fi recomandabil ca românii să termine cu disensiunile, să se unească pe baza cea mai largă posibilă și să colaboreze fără a exclude pe nimeni din cauza unor sentimente personale, a apartenenței la anumite facțiuni sau a unor opinii. Având în vedere situația tragică în care se găsește România, Departamentul consideră că exilații români ar trebui să-și orienteze eforturile pentru o activitate mai constructivă decât certurile dintre ei… Departamentul de Stat nu dorește, în acest moment, să facă nicio recomandare legată de formarea sau nu a unui comitet național român. El își exprimă o singură rezervă: în situația actuală un organism care ar fi asemănător cu un guvern în exil nu ar fi binevenită. Dar indiferent de faptul că se formează sau nu un comitet, Departamentul consideră că românii ar trebui să-și rezolve diferendele și să treacă la activități mai utile. Departamentul ar considera binevenite activități în favoarea unei Românii libere și democratice, în care s-ar putea forma, în viitor, un guvern ales prin alegeri libere, iar procesul de guvernare ar fi bazat pe lege și nu pe măsuri arbitrare. Departamentul de Stat ar fi fericit dacă românii din Statele Unite ar lucra pentru realizarea acestui obiectiv, în conformitate cu legile și cu principiile călăuzitoare ale politicii externe ale Statelor Unite."

Aceste comentarii ale Departamentului de Stat au fost adeseori răstălmăcite de analiștii politici, care au văzut în ele o critică a divergențelor din cadrul comitetului. Divergențele la care se referea Departamentul nu erau însă cele din cadrul comitetului, ci cele dintre numeroasele organizații din exilul românesc, cu orientări și agende extrem de diferite, iar Departamentul ar fi preferat ca aceste activități să fie coordonate de comitet. Referința la divergențele din cadrul comitetului se concentra exclusiv asupra rolului politic al comitetului și era foarte clar că Departamentul de Stat ar fi preferat să nu se formeze deloc un comitet decât să se afle în fața unui organism care pretindea să reprezinte România din punct de  vedere politic. Din moment ce aceste observații fuseseră transmise lui Grigore Gafencu, care avea o temeinică pregătire diplomatică, acesta a înțeles perfect sensul observațiilor Departamentului și a contestat oportunitatea formării unui Comitet Național cu o agendă care să nu fie agreată de guvernul Statelor Unite.
A fost necesară o nouă intervenție a regelui Mihai I, care în august 1948 a căutat o formulă de compromis, validând o formulă de împărțire a locurilor între reprezentanții partidelor politice și personalitățile din afara partidelor, ponderea cea mai mare revenind reprezentanților partidelor politice. Această decizie era bazată pe convingerea regelui că un astfel de comitet era doar un organism intermediar "până când împrejurările politice internaționale vor îngădui formarea unui Comitet care să reprezinte oficial interesele românești", adică având oficial statutul unui guvern în exil. Pentru o asemenea fază intermediară accentul principal trebuia pus pe activitatea politică de creare a condițiilor de acceptare a unui asemenea guvern în exil de către guvernele occidentale. 
Această decizie a regelui a fost prost primită de majoritatea exilului românesc. Opinia publică din exil este reflectată într-o scrisoare care i-a fost trimisă lui Grigore Gafencu:

Generalul nu ar fi trebuit niciodată să accepte formarea unui Comitet care îi fusese impus, într-un mod oarecare de "Factorul Constituțional" ("Factorul Constituțional" era sintagma prin care politicienii din acea vreme se refereau în corespondența lor la suveran). În ceea ce mă privește, am considerat totdeauna aceste comitet ca fiind o farsă deplorabilă...
 

## Activități paralele cu formarea Comitetului Național
În afară de delegații Partidului Național Țărănesc, care nu aveau altă agendă decât cea de a constitui un guvern, alți participanți la discuții au preferat să nu aștepte și au inițiat alte acțiuni, independente de Comitetul Național. Dintre acestea se menționează:
- Înființarea în octombrie 1948 a Uniunii Democrate a Românilor Liberi în urma unei chemări a generalului Nicolae Rădescu [4]

- Asociația de ajutorare a Românilor refugiați CAROMAN înființată de Nicolae Caranfil în calitatea sa de reprezentant al Crucii Roșii Române Libere.  Asociația avea sediul la Paris și era condusă de un comitet format din Raoul Bossy, Constantin Antoniade, Mihai Răuț și Dan Geblescu. În convorbirile sale, regele Mihai se referă la CAROMAN ca o organizație subordonată Comitetului Național și ajutată de acest comitet [13]. În realitate, asociația nu numai că era independentă de comitet  dar nici măcar nu a beneficiat de un ajutor din partea comitetului. În ședința din 9 septembrie 1949 a Comitetului, s-a pus în dezbatere cererea asociației CAROMAN de a fi ajutată cu 2500 dolari SUA pentru a face față unor nevoi urgente. Deși problema fusese ridicată și într-o ședință anterioară, comitetul a decis amânarea unei decizii. Nu există nicio evidență că problema a fost soluționată într-una din ședințele ulterioare. În aceeași ședință, generalul Rădescu a propus să transfere asociației CAROMAN toate sumele pe care le donase Malaxa, cu condiția ca o sumă egală să fie vărsată din fondul girat de Alexandru Cretzianu. Această propunere a fost respinsă de Cretzianu [16]

- Înființarea Grupului Român pentru Europa Unită în urma participării unei delegații române la Congresul de la Haga, prima întâlnire internațională care a discutat problemele de unificare a Europei, care a dus, în cele de urmă la crearea Uniunii Europene. Din delegația condusă de Grigore Gafencu mai făcuseră parte Nicolae Caranfil, Mihail Fărcășanu, Emil Ghilezan, Iancu Zissu și Leontin Constantinescu. Grupul a fost admis ca membru al Uniunii Europene a Federaliștilor iar la sfârșitul lunii mai 1948 Grigore Gafencu a fost cooptat în Comitetul Executiv Central, organul de conducere al Mișcării Europene. Lipsa lui Constantin Vișoianu din acest grup nu a fost explicată niciodată în mod satisfăcător. [4]

## Înființarea Comitetului Național de Coordonare Românească

### Componența Comitetului Național de Coordonare Românească
În ședința din 6 aprilie 1949 s-a ajuns la un acord privind componență comitetului, care era format din:
- Generalul Nicolae Rădescu, președinte
- 5 delegați ai Consiliului Partidelor politice, anume:
  - Cornel Bianu, Grigore Niculescu-Buzești și Augustin Popa din partea Partidului Național Țărănesc.
  - Mihail Fărcășanu din partea Partidului Național Liberal
  - Iancu Zissu din partea Partidului Social Democrat
  - 4 personalități neaparținând partidelor politice, anume: Niculae Caranfil, Alexandru Cretzianu, Grigore Gafencu și Constantin Vișoianu.

Deși existau alte persoane nelegate de partidele politice care erau mai calificate, prezența lui Alexandru Cretzianu în Comitet este datorată în bună parte faptului că era cumnat cu Grigore Niculescu-Buzești, fiind ambii căsătoriți cu fiice ale lui Barbu A. Știrbey. 
Denumirea  oficială a acestui comitet, conform aprobării regelui Mihai, era Comitetul Național de Coordonare Românească 
Modul de justificare a componenței comitetului constituie de fapt o mistificare. În comitet nu au fost incluse personalități din emigrație neangrenate în politică. Atât Grigore Gafencu, Constantin Vișoianu și Alexandru Cretzianu făceau parte din grupul de experți diplomați și nu reprezentau marea masă a românilor din emigrație; de altfel primii ultimii doi susținuseră punctul de vedere al țărăniștilor, formând așa-numitul grup al "diplomato-agrarienilor". Componența comitetului dădea un avantaj excesiv acestui grup și elimina practic în întregime comunitatea românilor din exil. Grupul Național Țărănesc reușise să-și asigure o poziție dominantă și să-și elimine în cea mai mare parte adversarii. De asemenea, Alexandru Cretzianu reușise să determine eliminarea lui Citta Davila, care susținuse cu vehemență că, în paralel cu formarea comitetului, trebuia rezolvată și problema accesului la fondul pe care îl gestiona Cretzianu. Iancu Zissu asigura legăturile cu diferitele organizații muncitorești și sociale, ocupându-se de probleme legate de muncă cum erau recalificarea profesională și statutul juridic al muncii.  
Crearea consiliului a fost oficial anunțată, cu aprobarea regelui Mihai, la 10 mai 1949.

### Statutele Comitetului
Conform statutelor, scopul Comitetului Național era: 

"- a reprezenta națiunea română și a apăra interesele ei până în momentul liberării naționale;

- a duce prin toate mijloacele acțiunea în vederea liberării României și restabilirii sistemului democratic de guvernământ;

- a coordona și sprijini  opera de asistență pentru românii refugiați;

- a îndruma cooperarea românilor din străinătate spre împlinirea acestor țeluri." 

## Activitatea comitetului în primii ani

### Repartizarea sarcinilor în cadrul comitetului
În cadrul comitetului, fiecare membru avea diferite atribuții. Astfel, Constantin Vișoianu și Grigore Gafencu coordonau acțiunile de ordin diplomatic, ocupându-se de relațiile cu Departamentul de Stat al SUA, cu Națiunile Unite, cu ambasadorii străini acreditați la Washington sau șefi ai misiunilor la Națiunile Unite, precum și cu alte comitete naționale est-europene. Augustin Popa răspundea de propagandă și de editarea publicațiilor comitetului. Mihai Fărcășanu asigura colaborarea cu toate posturile de radiodifuziune în limba română și de legătura cu Comitetul Național pentru Europa Liberă al SUA (National Committee for Free Europe); tot el se ocupa de toate problemele legate de Biserica Ortodoxă Română. Alexandru Cretzianu elabora buletinul bilunar de informare a regelui Mihai și de coordonarea reprezentanților comitetului în diferite țări. Nicolae Caranfil se ocupa de asistența juridică și materială a refugiaților. 

### Formarea Adunării Națiunilor Captive Europene
Eforturile de organizare ale exilului românesc nu erau o acțiune singulară. Comunitățile din celelalte țări din Europa aflate în sfera de influență a Uniunii Sovietice au întreprins în aceeași vreme măsuri de formare a unor organisme naționale. Deoarece toate aceste țări se aflau într-o situație similară, se punea problema asigurării unei coordonări dintre aceste organisme.
În cadrul comunității românești, principalul susținător al acestei idei era Constantin Vișoianu. Format la școala lui Niculae Titulescu cu care colaborase la Liga Națiunilor, Vișoianu era convins de validitatea teoriei acestuia că statele mici își pot impune punctul de vedere în lumea diplomatică doar dacă se aliază între ele și formează un front comun în fața marilor puteri. Cu atât mai mult, el considera că era imperios necesară crearea unui organism care să reprezinte totalitatea statelor de sub dominația comunistă; în lipsa unui asemenea organism, existau puține șanse ca intervențiile Comitetului Național, acționând izolat, să aibă un rezultat. Cum acțiunile diplomatice erau scopul principal pe care îl avusese în vedere încă din perioada când fusese Ministru al Afacerilor Străine, Vișoianu și-a orientat eforturile în vederea inițierii unui dialog al diferitelor organisme care să rezulte într-o asociere formală a diferitelor comitete naționale. 
Eforturile lui Vișoianu și ale reprezentanților altor națiuni care urmăreau același obiectiv s-au concretizat în "Declarația Obiectivelor și Principiilor de Liberare a Popoarelor din Europa Centrală și de Est" semnată la 11 februarie 1951 la Independence Hall din Philadelphia, SUA. Semnarea acestui document a fost probabil una din cele mai importante etape din procesul de formare a Adunării Națiunilor Captive Europene.

### Reprezentanțele Comitetului în diferite țări
Comitetul Național a decis să deschidă în diferite țări reprezentanțe, care să îndeplinească rolul care revenea în mod normal legațiilor României. Atribuțiile reprezentaților au fost fixate printr-un document normativ aprobat de Comitet în septembrie 1950 .
Împuterniciții aveau următoarele atribuții:
- să reprezinte Comitetul în fața guvernului țărilor în care erau numiți;
- să organizeze și conducă acțiunea de informare a opiniei publice asupra tuturor chestiunilor românești;
- să păstreze un contact continuu cu secția românească a stațiilor de radio care aveau emisiuni în limba română (Londra, Paris, Roma, Istanbul, Atena, Madrid ș.a.)
- să transmită Comitetului toate informațiile despre situația politică și economică din țara respectivă;
- să organizeze pe teritoriul respectiv acțiunea de culegere și clasare a tuturor informațiilor privitoare la România din presă, publicații, buletine ale agențiilor de știri, stații de radio, declarații ale persoanelor venite de curând din România etc.
- să culeagă de la refugiații sosiți din România toate informațiile cu privire la modalitățile de trecere a frontierei și alte informații legate de paza frontierei României;
- să facă recensământul tuturor refugiaților din țara respectivă, alcătuind fișe individuale pe care să le transmită Comitetului.
- să asigure funcțiile de asistență ce-i sunt atribuite de Comitet;
- să acorde o solicitudine specială studenților, căutând să obțină pentru ei burse de la guvernul local;
- să recomande Comitetului asociațiile și grupările de români a căror compunere și activitate justifică sprijinirea lor de către Comitet.
- să reprezinte Comitetul la ceremonii și festivități.

Reprezentanții Comitetului Național Român în afara Statelor Unite erau:
- Virgil Veniamin la Paris;
- Nicolae Petrescu-Comnen – fost ministru al afacerilor străine și ministru al României la Vatican și Vladimir Ionescu – fost consul general al României la Florența și Roma;
- Aurel Decei – fost atașat cultural al României în Turcia – la Istanbul;
- Grigore Constantinescu – fost prim consilier al legației române în Regatul Unit – la Londra;
- Traian Galin, fost consul general al României la Lwow, Hamburg și Berna – la Bonn;
- Radu Scarlat Arion – fost însărcinat cu afaceri al României în Grecia – la Atena; [20]
- Grigore Cugler – fost secretar de legație în Suedia – la Lima;
- Miron Giuroiu – fost secretar de legație în Suedia – la Stockholm;
- Alexandru Totescu -  fost însărcinat de afaceri al României în Portugalia – la Lisabona;
- Alexandru Stănescu  - fost consul al României în Belgia – la Bruxelles;
- Comandor Ion Economu – fost atașat naval al României în Turcia – la Rio de Janeiro, având ca adjuncți pe Ed Ressel și Mircea Bunescu;
- Radu Cutzarida – fost însărcinat de afaceri în Argentina – la Buenos Aires;
- Henry Helfant – fost consilier comercial al României în Spania – la Madrid.

Toți reprezentanții comitetului național au fost numiți de regele Mihai, ceea ce le conferea teoretic rangul de reprezentanți diplomatici. Referindu-se la documentul care fixa atribuțiile reprezentanților, regele Mihai aprecia în convorbirile sale:

"...mi-am dat seama că e bine întocmit, un îndrumar aproape perfect de ce ar trebui să facă trimisul unui guvern în exil în domeniul vieții politice, să facă trimisul unui guvern în exil în domeniul vieții politice, economice și financiare, în presă și propagandă, în cultură. Nu au fost lăsate deoparte nici problemele legate de viața religioasă." 

Apare însă contradicția că, cu excepția regelui, nimeni nu recunoștea Comitetului caracterul unui guvern în exil. Pe lângă aceasta, reprezentanții numiți nu dispuneau de personalul necesar realizării eficiente a sarcinilor care le fuseseră trasate și comitetul nu le pusese la dispoziție niciun fel de mijloace financiare. De altfel, mulți dintre cei numiți nu aveau mijloace de existență și erau nevoiți să-și găsească diferite ocupații pentru a se întreține. Deși activitatea reprezentanților a fost apreciată pozitiv de Comitet și de regele Mihai, ea a fost extrem de limitată în majoritatea capitatelor în care acționau, în afară de Paris, unde exista un număr mai mare de emigranți români activi.

## Problemele financiare ale Comitetului Național
Încă din perioada negocierilor pentru formarea Comitetului s-au ridicat probleme legate de finanțarea acțiunilor comitetului. În primul rând era necesară  retribuirea membrilor comitetului, care nu aveau niciunul mijloace de subzistență și în orice caz nu aveau mijloacele de a susține financiar activitatea comitetului. Deși comitetul își avea sediul la Washington, pentru diferite activități erau necesare nu numai deplasări destul de frecvente la New York (astfel încât la un moment dat s-a pus chiar problema înființării unui secretariat la New York) ci chiar peste ocean. 
Pe lângă aceste cheltuieli directe trebuiau găsite resurse financiare pentru diferitele acțiuni pe care comitetul le iniția. Fondurile existente erau insuficiente pentru activități de mare amploare. De aceea, era necesară selecționarea unora dintre activitățile posibile, iar aceasta a dat naștere la discuții aprinse în cadrul comitetului, deoarece vederile diferiților membri erau deosebite. Dacă din punct de vedere politic, se putea ajunge la un compromis, resursele financiare nu lăsau această posibilitate, fiind inevitabilă renunțarea la unele acțiuni susținute de unul sau altul din membri comitetului.

### Fondul Cretzianu
O parte din resursele care erau la dispoziția comitetului erau constituite din suma de aproximativ 6 milioane de dolari, care fuseseră transferate în contul lui Alexandru Cretzianu. Autoritățile de la București au încercat în mai multe rânduri să intre în posesia acestui fond. Primul demers a fost făcut în luna octombrie 1945, când Banca Națională a României a făcut demersuri la Union des Banques Suisses, fără a obține niciun rezultat favorabil. Ulterior au fost introduse acțiuni civile și penale la instanțele elvețiene împotriva lui Alexandru Cretzianu și o acțiune civilă împotriva băncii elvețiene.  Aceste acțiuni au fost respinse, deoarece Constantin Vișoianu a putut demonstra, în calitate de martor, că în calitate de ministru al afacerilor străine era autorizat prin decretul-lege 576 să ordone transferul respectiv. Totuși, autoritățile române și-au continuat demersurile. În urma unei intervenții a Băncii Române de Comerț Exterior, Union des Banques Suisses a răspuns la 15 martie 1977, că fondul în discuție aflat în contul lui Alexandru Cretzianu a fost plătit de banca acestuia încă din 1955. Această informație ridică întrebarea dacă în perioada de formare a Comitetului Național, fondurile erau în totalitate la dispoziția lui Cretzianu sau dacă, cel puțin o parte, fuseseră blocate până la ajungerea la o hotărîre judecătorească definitivă. Totuși, într-o notă a Comitetului Central al PCR din 31 decembrie 1978 se discută în continuare problema fondului, recomandându-se: "în acest context, ar urma să se insiste asupra interesului băncii de a avea relații bune cu țara noastră, ținând seama de volumul afacerilor românești, care se derulează prin această bancă și de a găsi, împreună, formula juridică pentru ca banca elvețiană, care a plătit lui Cretzianu, în mod ilegal, suma fraudată, să ne restitue cele 6 milioane de franci elvețieni." . Nici această ultimă acțiune nu a avut niciun rezultat.
Pentru a evalua mai bine mărimea fondului, trebuie avut în vedere că, la cursul de schimb din 1947  de 4,25 franci elvețieni pentru un dolar  valoarea fondului Cretzianu era de 1,4 milioane dolari SUA.
Istoricii care discută problema fondului nu amintesc însă de faptul că pe lângă fondul din Elveția, Alexandru Cretzianu mai dispunea de fondul legației române din Ankara, care se ridica la aproximativ 1.000.000 franci elvețieni (235.000 dolari SUA). Acești bani nu aveau destinația fondului național, și ar fi trebuit să fie puși la dispoziția Comitetului Național, așa cum s-a întâmplat cu fondurile existente la alte legații, de exemplu cele de la Madrid și Lisabona. Fondul legației române de la Ankara și-a fost însușit în întregime de Cretzianu.
Fondul elvețian a fost girat exclusiv de Alexandru Cretzianu, care nu a dat socoteală nimănui despre el. Înainte de a încasa banii, Cretzianu îl informase pe Vișoianu că va forma un trust de trei sau patru persoane care să administreze fondul. După ce i-a încasat, el a decis să administreze el însuși fondul. În ianuarie 1950 Cretzianu l-a informat în scris pe generalul Rădescu că va da periodic socoteală Comisiunii Financiare a Comitetului asupra modului în care utilizase fondurile. . Cu câțiva ani mai târziu, afirma că fondurile îi fuseseră încredințate de guvernul român și că va da socoteală guvernului, în momentul în care va fi instalat un guvern democratic în România. După terminarea proceselor din Elveția, Cretzianu a declarat că tribunalul elvețian îi atribuise banii drept compensare pentru bunurile sale din România care fuseseră confiscate de comuniști. În sfârșit, la 9 decembrie 1970, Vișoianu informa printr-un raport transmis regelui Mihai că situația fondului nu fusese lămurită, Cretzianu întrebuințând o parte importantă pentru cheltuieli personale, printre altele cumpărarea unei vile în Florida. În plus, refuzase propunerea lui Vișoianu să facă dispoziții testamentare, declarând că, după moartea sa, fondul urma să fie adminstrat de soția sa, Eliza Cretzianu, fiica lui Barbu A. Știrbey. Îngrijorarea lui Vișoianu s-a dovedit îndreptățită, deoarece în 1979, Eliza Cretzianu a declarat că nu are cunoștință de niciun fond și că nu are despre ce să dea socoteală cuiva. 
În memoriile sale, Monica Lovinescu menționează
"...Alexandru Cretzianu, fost politician exilat în Statele Unite, în mâinile căruia aterizase fondul special trimis din țară pentru intelectualii romîni ce se vor refugia în Occident. Cretzianu nu voise să-și cedeze "fondul" nici Regelui, nici Comitetului Național al lui Vișoianu, nici Ligii lui Rădescu. Poziție discutabilă și reputație pe măsură. Din când în când însă, părea a-și aduce aminte de misiunea ce-i fusese dată cu vreo 20 de ani în urmă și se punea în căutare de intelectuali." 
.
Monica Lovinescu arată că în 1975 Cretzianu era dispus să finanțeze o nouă revistă "Cahiers de l'Est" pe care Sanda Stolojan intenționa să o publice la Paris. A renunțat la sprijinul financiar după câteva numere.
Pe lângă însușirea fondurilor destinate emigrației de către guvernul Rădescu, Alexandru Cretzianu s-a dovedit a fi și intrigant. În afară de făcute pentru a-l îndepărta pe generalul Rădescu de la conducerea Comitetului, în scrisorile care s-au păstrat către alți diplomați din emigrație, el căuta să-i ponegrească pe acei membri ai Comitetului pe care îi considera indezirabili. . În plus, însărcinarea sa de a-l informa pe regele Mihai despre activitățile și problemele Comitetului, poate constitui o explicație a desinformării suveranului și a deciziilor luate de acesta.
În istoria Comitetului Național Român, figura lui Alexandru Cretzianu rămâne cea a unui excroc și a unui intrigant, care a avut un rol total negativ care a dăunat foarte mult Comitetului, prin îndepărtarea oamenilor de valoare care și-ar fi putut aduce o contribuție.

### Fondul Alexandru Totescu
Un fond care a ajuns la dispoziția comitetului era fondul valutar al legației române din Lisabona, în valoare de 400.000 franci elvețieni (94.000 dolari SUA) pe care Alexandru Totescu, însărcinatul cu afaceri al României a decis să îl pună la dispoziția exilului românesc. Aceste fonduri au fost suplimentate cu cele ale legației române din Madrid, în valoare de 700.000 franci elvețieni (165.000 dolari), transferate la Lisabona de Scarlat Grigoriu, primul secretar al legației.  După consultări cu alți diplomați din exil asupra modului celui mai rațional de a utiliza fondurile, Alexandru Totescu a decis să pună întregul fond la dispoziția generalului Rădescu, în calitatea sa de prim-ministru al ultimului guvern democrat. Fondurile au fost gestionate de Alexandru Totescu în conformitate cu ordinele de plată emise de Comitetul Național, cea mai mare parte a acestor fonduri fiind utilizată pentru înființarea Fundației Universitare Carol I. Nu este poate lipsit de interes faptul că Alexandru Cretzianu a încercat să obțină și controlul asupra acestui fond, manevră care însă a eșuat 

### Contribuțiile Malaxa
În perioada 1947-1948, Nicolae Malaxa, care reușise să fugă în Statele Unite i-a înmânat lui Nicolae Rădescu diferite sume de bani, pentru ajutorarea cauzei românilor din exil, fără a pune condiții asupra modului de întrebuințare a donațiilor. Nicolae Rădescu a utilizat acest fonduri pentru diferite acțiuni pe care le considera importante, în general pentru ajutorarea românilor din exil sau pentru diferite acțiuni de propagandă. Sumele respective nu se ridicau nici pe departe la valoarea fondului Cretzianu. 
În acea perioadă, Nicoale Malaxa, era supus unor critici puternice din partea anumitor cercuri, de care nu era străin rivalul său Max Aușnit, fiind acuzat că a întreținut relații atât cu Garda de Fier și Germania cât și cu regimul comunist de la București.  . Realitatea este că Nicolae Malaxa era un om de afaceri și nu avea preferințe politice, dar știa că, pentru ca afacerile să prospere, era necesară cointeresarea partidelor politice de la putere, linie pe care o urmase încă din perioada domniei regelui Carol al II-lea.
Alexandru Cretzianu i-a cerut lui Rădescu să întrerupă legăturile cu Malaxa, ceea ce ducea inevitabil la o reducere a fondurilor disponibile comitetului. În ședința Comitetului Național Român din 24 iunie 1949, Rădescu a indicat acțiunile pe care le finanțase din fondul Malaxa, printre care:
- crearea “Asociației Studenților din Paris” acordând anual între 20 și 40 de burse;
- plata datoriilor guvernului român pentru Institutul român de la Sorbona;
- subvenționarea permanentă sau periodică a unor intelectuali români lipsiți de mijloace;
- editarea revistei “Luceafărul” (publicate la Paris de Asociația Culturală “Mihail Eminescu”) și a ziarului “Uniunea”;
- ajutorarea Asociației de Ajutorare a Refugiaților Români “Caroman” din Paris;
- finanțarea unor acțiuni din Austria pentru a încerca să se mențină legătura cu România și pentru a ajutora intelectualii din România;
- trimiterea de ajutoare bănești în România;
- subvenționarea unor grupuri românești din Turcia, Germania și Argentina;
- ajutorarea bisericii ortodoxe române din Paris;
- ajutorarea unor fruntași luptători din rezistență. [30]

Indiferent de problema de fond, faptul că Alexandru Cretzianu pusese problema ridică anumite bănuieli. Deoarece Generalul Rădescu îi ceruse de mai mult ori explicații lui Cretzianu asupra fondurilor importante pe care le deținea și pe care refuza sistematic să le pună la dispoziția Comitetului, intervenția apare ca o intrigă pentru discreditatea generalului, care devenise incomod.

### Subvenții din partea Comitetului American pentru Europa Liberă
Începând de la 1 ianuarie 1949, "Comitetul American pentru Europa Liberă" (National Comittee for Free Europe) din New York a finanțat activitatea Comitetului. Bugetul pregătit prevedea cheltuieli lunare de 15.750 dolari SUA, din care 6.850 erau destinați cheltuielilor Comitetului în Statele Unite iar restul pentru reprezentanțele Comitetului în străinătate, pentru editarea ziarului în limba română și pentru asistența refugiaților. . Rezultă că fondul național ar fi permis acoperirea cheltuielilor comitetului de o perioadă de peste 7 ani, fără a ține seama de veniturile suplimentare care ar fi fost obținute din dobânzi sau din investirea fondului.

## Scindarea comitetului
Ajungerea la un consens cu privire a componența comitetului nu a redus însă divergențele. În special grupul reprezentanților țărăniști se opunea inițiativelor reprezentantului liberal sau ale celor independenți și cerea ca rolul generalului Rădescu să se reducă la cel al unui simbol al rezistenței anticomuniste românești, fără puteri reale în cadrul comitetului. 
La 6 decembrie  1949 generalul Rădescu îl informează pe regele Mihai că activitatea comitetului a ajuns într-un impas și propune lărgirea comitetului prin cooptarea de noi membri. Un prim răspuns la această scrisoare a fost redactat de generalul C. Petre-Lazăr la 16 decembrie 1949,  o a doua scrisoare fiind transmisă la 25 decembrie 1949. . În ambele scrisori, generalul Petre-Lazăr afirmă că 
"Chestiunile care privesc întreg Comitetul Național, Majestatea Sa nu înțelege a le trata izolat cu membrii Comitetului Național ci chiar cu Comitetul Național pe care-l socotește ca un “tot organic” și că nu dorește a aviza decât numai dacă chestiunile îi sunt supuse oficial de către Comitetul Național" 
Generalul Petre-Lazăr îi cerea generalului Rădescu să discute scrisoarea sa în cadrul comitetului și să o retransmită doar dacă este acceptată de comitet. Aceste cerințe sunt greu de justificat. Din moment ce atât regele cât și generalul Petre-Lazăr considerau că comitetul reprezintă de fapt un guvern în exil, cerința expusă echivala cu a interzice primului ministru să se adreseze șefului statului fără a cere încuviințarea întregului guvern. În toată istoria României nu există un alt caz în care să se fi enunțat o asemenea pretenție. Cu atât mai mult a acorda comitetului dreptul de a cenzura corespondența președintelui era cu totul deplasată. Aceste scrisori nu puteau decât duce la o confruntare cu comitetul. În convorbirile sale, regele Mihai arată că nu era de acord cu punctul de vedere al generalului Rădescu;  totuși din aceleași convorbiri nu rezultă că regele ar fi avut intenția de a refuza un dialog cu Rădescu. Este de aceea de presupus că redactarea generalului C. Petre-Lazăr cuprindea anumite recomandări pe care regele de fapt nu le făcuse. Rădescu i-a răspuns regelui că a introduce în dezbateri scrisoarea generalului Petre-Lazăr ar fi dăunătoare intereselor coroanei. 
În ședința CNR din 15 decembrie 1949, Mihai Fărcășanu propune cooptarea în comitet a lui Vintilă Brătianu, arătând că Partidul Național Liberal este insuficient reprezentat numericește în Comitet și că această situație dăunează raporturilor de colaborare între partidele politice și între membrii comitetului. Deși propunerea a fost votată de toți participanții cu excepția delegaților național-țărăniști, cooptarea lui Vintilă Brătianu nu a fost transmisă regelui Mihai pentru aprobare, grupul țărănist considerând că o asemenea numire ar constitui o modificare a statului – afirmație incorectă deoarece statutul nu fixa numărul de membri ai comitetului.
Ca urmare a acestui refuz, la 16 decembrie 1949, Mihai Fărcășanu informează pe regele Mihai că, după constituirea Comitetului Național Român, Partidul Național Liberal se retrage din Consiliul Partidelor Politice și își reia libertatea de acțiune față de celelalte partide politice. . La această informare a fost transmis un răspuns extrem de agresiv al generalului Petre-Lazăr, care consideră că nu poate accepta retragerea PNL din consiliu, deși nici generalul nici regele nu aveau niciun drept de a aproba sau desaproba această acțiune. În plus, generalul Petre-Lazăr interpretează că scrisoarea implică demisia sau retragerea mandatului de delegat în Consiliul Național al lui Mihail Fărcășanu, dacă inițiativa rămâne personală. . Deoarece scrisoarea lui Fărcășanu specifica limpede că era vorba despre o poziție a partidului liberal, nu o poziție personală, scrisoarea generalului Petre-Lazăr nu putea fi interpretată decât ca un refuz al regelui de a colabora cu Partidul Național Liberal și deschidea un conflict între rege și o parte dintre membrii comitetului național care ar fi aprobat poziția PNL. Mai mult decât atât, scrisoarea arăta că generalul Petre-Lazăr nu avea câtuși de puțin intenția de a acționa, în numele regelui, ca un arbitru, ci că era clar partizan al unuia din grupurile care erau în dispută. Confruntând scrisoarea lui Petre-Lazăr cu convorbirile regelui rezultă foarte clar o deosebire radicală între cele două puncte de vedere. Regele afirmă că dorea conlucrarea tuturor partidelor politice, pe când scrisoarea acceptă eliminarea partidului liberal din Comitetul Național.  
Independent de această corespondență, în ședințele din 21-23 decembrie și 27-28 decembrie 1949 a fost luată în discuție problema modificării structurii comitetului. Comitetul a hotărît să studieze întâi necesitatea și oportunitatea unei schimbări și să supună ulterior aprobării regelui eventuale noi candidaturi personale.
Bazat pe această hotărîre, generalul Rădescu a pus condiția ca, în ședințele ulterioare ale Comitetului să se includă problema modificării structurii pe ordinea de zi. Reprezentanții național-țărăniști se opuneau introducerii ei pe ordinea de zi iar generalul Rădescu refuza să convoace ședințe cu o ordine de zi diferită, considerând rezolvarea crizei o prioritate. Este posibil ca, cu mai multă abilitate politică, Nicolae Rădescu să fi putut evita destrămarea comitetului. Totuși, reacția sa era o consecință directă nu numai a poziției generalului Petre-Lazăr, care refuzase să ia în considerare scrisoarea lui Rădescu și ceruse un punct de vedere al întregului comitet, dar și a atacurilor repetate împotriva sa din partea lui Alexandru Cretzianu și a altor membri ai comitetului.
Pentru a ieși din criză, la 10 august 1950 generalul Petre-Lazăr scrie o scrisoare lui Nicolae Rădescu în care precizează:
"Majestatea Sa Regele a aflat, în fine, cu cea mai mare uimire, din scrisoarea președintelui, că domnia sa refuză, de la data de 27 martie, să mai convoace Comitetul Național, împiedicându-i astfel orice activitate, tocmai într-o fază a situației internaționale, când țara noastră ar fi avut cea mai mare nevoie de un Comitet activ. 

Ținând seama de toate acestea și mai ales de îndatorirea Sa de a asigura funcționarea organului reprezentativ al țării noastre subjugată și îndurerată, Majestatea Sa Regele a ajuns la concluziunea următoare: “Un Comitet de Direcție de trei, compus din d-nii Gr. Gafencu, A. Popa și C. Vișoianu să fie constituit în sânul Comitetului Național. El va exercita funcțiunile prezidențiale." 
Conform statului comitetului care fusese aprobat de Regele Mihai, modificările de statut ale comitetului se puteau face numai pe baza unor decizii luate de două treimi din membri comitetului, sub rezerva aprobării suveranului. Prin statut, rolul regelui era, exclusiv, cel de a aproba hotărîrile comitetului și nu era prevăzută nicio prerogativă a regelui de a lua decizii din proprie inițiativă. De asemenea, regele nu avea nicio prerogativă de a demite pe președintele Comitetului. Pe de altă parte, scrisoarea nu preciza care era statutul lui Nicolae Rădescu în cadrul Comitetului. Nu există niciun document prin care Nicolae Rădescu și-ar fi dat demisia și niciun document care să-l elibereze din funcție. Din scrisoarea generalului Petre-Lazăr nici nu este clar dacă Nicolae Rădescu era considerat doar eliberat din funcția de președinte, sau înceta să mai fie un membru al comitetului.
De altfel, există și alte elemente neclare cu privire la această decizie. Scrisoarea lui Petre-Lazăr lasă să se înțeleagă că decizia a fost luată de regele Mihai. Totuși în convorbirile sale, regele Mihai precizează:
"Mi-a părut rău că generalul [Rădescu] n-a găsit un limbaj comun cu o bună parte din membrii Comitetului. Criza însă n-ar fi trebuit să capete amploare. Până la numirea unui președinte nou, s-a hotărît ca un grup de trei persoane să exercite funcția de președinte. I-am numit pe Grigore Gafencu, pe Popa și pe Vișoianu." 
Formularea impersonală din convorbirile cu regele nu indică cine a luat decizia de a-l demite pe Nicolae Rădescu și nici cine a format comitetul director din trei persoane. Totuși, în convorbirile sale, el lasă să se înțeleagă că decizia sa a fost limitată la numirea celor trei co-președinți, hotărîrea de a forma comitetul director fiind luată de altcineva. În plus, regele afirmă că, după aproape 5 luni, era surprins de refuzul lui Rădescu de a convoca comitetul, refuz care fusese determinat de scrisori pe care Petre-Lazăr i le transmisese lui Rădescu în numele regelui. Aceasta lasă să se întrevadă că, din motive nedeterminate, pe de o parte, Petre-Lazăr îl informase pe suveran doar parțial despre conținutul corespondenței pe care o primea, iar pe de altă parte, el transmitea dispoziții pe care regele nu le luase sau al căror conținut era alterat. Toate acestea arată că rolul lui Petre-Lazăr nu a fost doar cel de a asigura secretariatul corespondeței regale sau de a-l sfătui pe rege, ci a fost cel de a-i ascunde regelui unele informații și de a trasmite la Washington, în numele regelui, decizii de care regele nu avea nicio cunoștință. 
Ca urmare a scrisorii lui Petre-Lazăr, Nicolae Rădescu a făcut o întâmpinare pe care a trimis-o regelui, fapt confirmat de Emil Ghilezan, secretarul general al Comitetului . Întâmpinarea nu se află în arhive și nu există nicio dovadă că i s-ar fi dat curs. Cel care ar fi trebuit să-l informeze pe rege despre această întâmpinare este tot generalul Petre-Lazăr. Totuși, discutând în convorbirile sale despre generalul Rădescu și despre criza comitetului, regele nu menționează deloc această întâmpinare. Este doar o coincidență în plus, care arată că Petre-Lazăr depășea atribuțiile care îi reveneau în calitate de aghiotant regal.
Deși regele considera esențial rolul partidelor politice în cadrul comitetului și era la curent cu nemulțumirile partidului național liberal legate de subreprezentarea sa, în comitetul de direcție a fost numit doar un reprezentant al partidului național țărănesc și niciun reprezenant al celorlalte partide. În mod normal, în comitetul de direcție ar fi trebuit numit și Mihail Fărcășanu, reprezentantul Partidului Național Liberal. În modul în care a fost alcătuit comitetul de direcție, regele a reușit să arate, în mod voit sau nevoit, o preferință pentru unul din partide în dauna celorlalte două. Chiar dacă măsura luată era prezentată ca un mod de conciliere, în fapt, ea constituia o dovadă a unei parțialități a regelui. După ce, prin exagerarea importanței partidelor politice, regele reușise să alieneze o parte însemnată a specialiștilor din emigrație care nu erau aderenți ai unui partid, noua măsură îndepărta și pe toți cei care nu erau legați de Partidul Național Țărănesc. Măsura de demitere a generalului Nicolae Rădescu și de numire a unui nou comitet de direcție era de aceea o foarte gravă eroare politică, ale cărei efecte s-au văzut imediat.
Ca urmare a scrisorii generalului Petre-Lazăr, Alexandru Cretzianu, Augustin Popa și Constantin Vișoianu i-au cerut lui Emil Ghilezan să convoace o ședință a comitetului; la 29 august, Ghilezan răspunde că președintele Nicolae Rădescu aștepta răspunsul la întâmpinarea transmisă înainte de a da curs cererii. Aceasta arată că scrisoarea lui Petre-Lazăr nu era considerată o demitere a lui Rădescu. De asemenea, în scrisoarea adresată regelui la 31 august de Augustin Popa și Constantin Vișoianu se referă la generalul Rădescu sub titlul de "președintele". După multe discuții, ședința comitetului a fost convocată în 9 septembrie 1950. Procesul verbal al ședinței a fost întocmit de Emil Ghilezan, secretarul general al Comitetului. Ulterior, unii membrii ai comitetului au modificat procesul verbal, ceea ce a dat naștere unor repetate obiecții ale lui Ghilezan.
Astfel, procesul verbal întocmit de Ghilezan indică:

"S-a hotărît ca Dnii A. Popa și C. Vișoianu să facă demersurile de împăciuire, hotărîte în ședința de dimineață pe lângă Dnii. N. Caranfil și M. Fărcășanu în cursul zilelor ce vor urma 

 Dl. General N. Rădescu a declarat că este gata să discute modalitățile de punere în aplicare a scrisorilor din 10 august a.c. și 4 septembrie a.c. adresate Comitetului Național de către generalul Peter-Lazăr cu condiția ca, în același timp să se discute și:

a. problema majorării numărului membrilor Comitetului Național

b. modalitățile de a se pune la dispoziția Comitetului Național anumite fonduri aflate în posesia unor membri ai Comitetului"

În versiunea modificată a procesului verbal se precizează:

"Se constată că Dl. M. Fărcășanu a fost pus la curent cu situațiunea într-o convorbire comună ce a avut loc în ajun. Demersul pe lângă Dl. N. Caranfil nu a putut fi făcut, deoarece D-sa lipsește din New York.

Dnii A. Popa și C. Vișoianu aduc la cunoștința Comitetului Național că, în cursul zilei, au avut o întrevedere cu Dl. Gen. Rădescu. Dl. Vișoianu a avut o întrevedere cu Dl. Gafencu. D-nii Popa și Vișoianu aduc la cunoștința Comitetului rezultatul negativ al acestor întrevederi. D-nii gen. Rădescu și Gr. Gafencu au menținut refuzul de a participa la lucrările Comitetului în cadrul prevederilor scrisorilor regale."

Informațiile privitoare la discuțiile cu cei patru dizidenți nu erau însă singura modificare la care obiecta Ghilezan. În aceeași ședință s-a luat în discuție numirea unui nou membru al comitetului în locul lui Grigore Niculescu-Buzești, care murise de leucemie la 4 octombrie 1949.
Astfel, procesul verbal corectat se specifică:
"Dl. A. Popa aduce la cunoștința Comitetului, în numele Consiliului Partidelor, desemnarea D-lui Anton Crihan, profesor universitar și fost subsecretar de stat, membru al Partidului Național Țărănesc, ca succesor în Comitetul Națonal al lui Gr. Niculescu-Buzești. 
Comitetul ia act de această comunicare și decide, în unanimitate, să o supună M.S. Regelui spre Înaltă aprobare."
În scrisoarea de protest pe care Emil Ghilezan i-a transmis-o lui Constantin Vișoianu, acesta specifică:
"După cum desigur vă amintiți, după ce Dl. A. Popa a propus și s-a acceptat cooptarea Dlui. A. Crihan în urma decesului regretatului nostru prieten Gr. Niculescu-Buzești, eu mi-am prezentat demisia din funcția de secretar general al Comitetului Național. Demisia mea a fost și este motivată de faptul că propunerea de cooptare a Dlui. A. Crihan nu este conformă cu hotărîrea Partidului Național Țărănesc care a "condiționat-o de cooptarea simultană și a altor fruntași ai partidelor democratice românești". Demisia mea a fost motivată și de faptul că propunerea nu este conformă nici cu hotărîrea Consiliului Partidelor Politice, din care fac parte și eu, întrucât "Consiliul, la rândul său, și-a însușit în întregime hotărîrea Partidului Național Țărănesc". Am socotit și socotesc că nerespectarea hotărîrilor acestor organe, în litera lor, nu numai constituie un act abuziv, dar este și de natură să provoace grave prejudicii organizațiilor politice care constituie Consiliul Partidelor Politice și incalculabile tulburări în sânul lor"  
Rezultă că punctul de vedere al lui Rădescu de a extinde componența comitetului era susținută de majoritatea reprezentanților din Consiliul Partidelor Politice, inclusiv din reprezentanții Partidului Național Țărănesc și nu reprezenta punctul de vedere al unei minorități, așa cum este frecvent prezentat.
La 14 septembrie 1950, Nicolae Rădescu, Nicolae Caranfil, Mihail Fărcășanu și Grigore Gafencu au semnat o încheiere în care își prezentau punctul de vedere. 

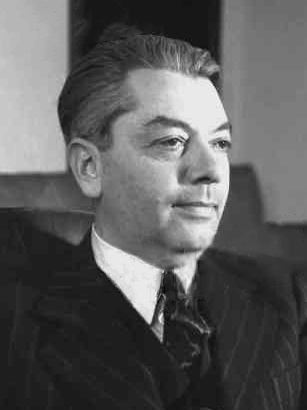
Constantin Vișoianu (aici 1945), Președinte al Comitetului Național Român (1950-1975)

Atitudinea lui Constantin Vișoianu în această perioadă de criză nu a fost analizată de istoricii exilului românesc. Procesele verbale ale ședințelor comitetului pe toată perioada de existență a acestuia, arată că Vișoianu căutase să se distanțeze de controversele interne și să nu părtinească una sau alta din părți. Atitudinea lui Vișoianu este descrisă astfel de George Răuț:
"În privința lărgirii Comitetului, Vișoianu este destul de evaziv. Fără a fi formal împotrivă, se pare că preferă Comitetul actual, pe care îl consideră, de altfel, foarte mediocru, dar nu crede că includerea în comitet a țărăniștilor nou sosiți ar aduce un spor de valoare sau de eficacitate, deoarece, după el, nici vărul meu, (referire la Mihai Răuț), nici Bunescu nu au o valoare personală mai mare decât Popa sau Bianu." 
Dacă trebuia să colaboreze cu mediocrități care mai mult încurcau treburile decât le ajutau, Vișoianu prefera ca numărul lor să fie cât mai mic. În toată activitatea sa, Vișoianu a arătat că singura acțiune a exilului pe care o considera utilă era cea diplomatică și, ca membru al comitetului, se ocupase practic exclusiv de contactele cu Departamentul de Stat al SUA și cu grupurile reprezentând celelalte națiuni din zona de influență sovietică. Pe de o parte, deoarece fusese ministru de externe în guvernul Rădescu și colaborase mult cu Grigore Gafencu, iar pe de altă parte deoarece considera preocuparea țărăniștilor de a stabili modul de preluare a puterii după eliberarea României ca o utopie și o pierdere de vreme, era de așteptat ca Vișoianu să se unească cu grupul lui Rădescu. Dar, timp de doi ani, principala preocupare a lui Vișoianu fusese de a organiza colaborarea cu delegeții din celelalte țări din Europa de Est, având în vedere că majoritatea problemelor din țările comuniste erau similare iar o acțiune comună a tuturor organizațiilor avea o greutate mult mai mare decât o acțiune izolată a Comitetului român. După doi ani de eforturi, tratativele lui Vișoianu erau aproape de finalizare și o declarația comună a delegațiilor "națiunilor captive" era pe punctul de a fi finalizată. Această declarație a și fost dată publicității la scurt timp după aceea. Desființarea comitetului ar fi însemnat că România nu mai avea un organism care să semneze declarația comună și, în lipsa unui asemenea organism ar fi avut o poziție mai slabă decât celelalte națiuni semnatare. Practic, desființarea comitetului ar fi năruit toate eforturile pe care le făcuse până în acel moment. De aceea, Vișoianu se simțea constrâns să caute, cu orice preț, o salvare a comitetului.

## Comitetul Național Român

### Înființarea Comitetului Național Român
Noi ședințe ale Comitetului, cu numărul redus de membri, au avut loc la 9,11 și 13 octombrie 1950. Procesul verbal ale acestor ședințe  scoate în evidență o încercare, în bună parte nereușită, de a se disculpa de situația de criză creată. Astfel, comitetul a luat "act de retragerea, din propria lor voință, a d-lor general Rădescu, N. Caranfil, M. Fărcășanu și Gr. Gafencu din Comitetul Național". Indiferent de toate argumentările niciunul din cei patru membri menționați nu declarase vreodată că se retrage din comitet. Procesul verbal caută să ascundă motivele crizei. Astfel, procesul verbal arată:

"Cele trei "pricini ale deosebirilor de vederi și ale neînțelegerilor din sânul Comitetului" - respectul față de persoana președintelui, mărirea numărului membrilor comitetului și punerea la dispoziția Comitetului a tuturor mijloacelor financiare disponibile - sunt toate probleme de ordin administrativ-organizatoric, soluționarea cărora poate fi găsită ușor într-un comitet care funcționează normal, cu respectul regulilor democratice."

Această afirmație este făcută tocmai de acei membri ai comitetului care au refuzat permanent să discute subiectele respective, opunându-se la înscrierea lor pe ordinea de zi a comitetului, refuz care a generat întreaga criză. Afirmația este evident făcută cu totală reacredință. De asemenea procesul verbal creează impresia că deciziile comitetului au fost făcute cu asentimentul Consiliului Partidelor Politice, ceea ce este, de asemenea, incorect, din moment ce Partidul Național Liberal se retrăsese din comitet și nici măcar delegații Partidului Țărănesc nu erau de acord cu decizia luată de comitet.
La propunerea noului Comitet, la 4 noiembrie 1950, generalul Petre-Lazăr a transmis scrisoarea de numire a lui Constantin Vișoianu ca nou președinte al Comitetului Național de Coordonare Românească "în locul deținut până la 10 august 1950 de dl. general Rădescu N." Nu este clar motivul pentru care generalul Petre-Lazăr considera că mandatul lui Rădescu se terminase la data indicată. De altfel, întreaga scrisoare arată o totală neînțelegere a implicațiilor schimbărilor produse în comitet.
În prima ședință a Comitetului după această numire, la propunerea lui Constantin Vișoianu, Comitetul Național hotărâște să ceară M.S. Regelui să aprobe titulatura de "Comitetul Național Român". Formularea arată că Vișoianu își dădea seama că noul comitet nu putea să fie considerat o continuare a vechiului comitet. De aceea, el nu solicita o schimbare a vechiului nume, ci aprobarea unui nume nou pentru un nou comitet. Deoarece, în mod curent, se făcea referire la Comitetul Național, această schimbare a trecut în general neobservată. Astfel, în convorbirile sale, Regele Mihai nu pare să-și fi dat vreodată seama că de fapt aprobase succesiv formarea a două comitete naționale cu titluri diferite.
Spre deosebire de Comitetul anterior, noul comitet era lipsit de reprezentativitate. Pentru cei care se opuneau în România regimului comunist, Nicolae Rădescu era un simbol al rezistenței anticomuniste. Constantin Vișoianu era mai puțin cunoscut în afara cercurilor preocupate de activități diplomatice. Augustin Popa, care era principalul reprezentant al partidelor politice, era puțin cunoscut în afara cercurilor politice. Astfel, noul comitet nu putea să se prevaleze de faptul că reprezenta populația din țară care dorea să scape de comuniști. Deoarece, spre deosebire de comitetul anterior, componența noului comitet nu fusese acceptată de Consiliul Partidelor Politice (din care, de altfel, liberalii se retrăseseră), acesta nu putea să susțină că reprezenta partidele politice, chiar dacă cuprindea membri ai diferitor partide. Încă din prima fază de formare a comitetului, ideea antrenării românilor din exil fusese respinsă, astfel încât noul comitet nu putea să reprezinte nici exilul românesc. În aceste condiții, noul comitet, chiar dacă era animat de idei generoase, constituia un grup izolat atât de populația din țară cât și de cea din exil, care nu reprezenta de fapt pe nimeni. 
În convorbirile sale, regele Mihai care a văzut totdeauna în Comitetul Național un guvern în exil afirmă, referindu-se la propunerea de a include în Comitet mai mulți independenți:

"Orice s-ar fi putut, dar dacă am fi acceptat acest punct de vedere am fi riscat să atentăm la viața partidelor... Ce-ar fi urmat să facem? Să ratăm șansa organizării în exil a partidelor care participaseră la ultimul guvern democratic din România! ...Faptul că membrii Comitetului nostru ar fi urmat să fie legați în continuare de partidele lor însemna, pentru noi, o garanție în plus că partidele nu se vor destrăma. Era o amenințare pe care aveam obligația s-o îndepărtăm.

Noi, oricum, nu puteam să organizăm alegeri, așa cum am arătat. Trebuie să ne mulțumim numai cu neajunsul acesta care făcea, într-un fel, să țină lucrurile pe loc, la starea ultimului guvern democratic. Masa refugiaților, însă, era compusă din oameni care aderaseră la unul din cele trei partide - dacă am fi dat ascultare lui Rădescu, n-am fi făcut altceva decât să producem între Comitet și românii din exil un spațiu gol." 
Aceste afirmații arată că regele era prost informat despre situația reală de către aghiotantul său, generalul Petre-Lazăr, care tria corespondența trimisă regelui:
- Obiecțiile generalului Rădescu și ale celorlalți dizidenți nu erau dirijate împotriva partidelor, ci se refereau la poziția dominantă a țărăniștilor în comitet și arătau că celelalte partide, în special cel liberal, erau subreprezentate, fapt recunoscut chiar de unii țărăniști.

- După datele culese de Sabin Manuilă, numărul românilor care reușiseră să fugă din România nu depășea cifra de 12.000. La acest număr trebuie adăugat cel al românilor care se aflaseră în străinătate și care nu se mai întorseseră în România. După anumite estimări, numărul membrilor PNȚ era de 100-200 de persoane iar cel al liberalilor și social-democraților era cu mult mai redus. [4]. Aceste cifre contrazic afirmația că masa refugiaților era formată din persoane care aderaseră la unul din cele trei partide.

- Partidul Național Țărănesc a încercat să formeze un partid țărănesc în exil, dar care era format din persoanele care aderaseră la PNȚ înainte de plecarea în străinătate. Celelalte partide nici nu au format organizații de partid în exil, viabile. Niciunul din partide nu a depus eforturi de a recruta noi membri dintre refugiați. Organizarea partidelor în străinătate era o utopie.

- În condițiile în care persoanele "independente" nu erau incluse în Comitet, masa refugiaților nu se simțea în niciun fel legată de Comitet, care, din punctul lor de vedere, era preocupat doar de răsturnarea regimului de la București și care nu era interesat de preocupările românilor din exil. Aceasta a creat tocmai acel spațiu gol pe care regele dorea să îl evite dintre comitet și masa românilor din exil.

Măsurile luate au avut, astfel, un efect contrar celui pe care îl urmărise regele. Comitetul pierduse pe cei mai importanți membri. Generalul Rădescu era considerat în exil ca un simbol al luptei anticomuniste. Niciunul din politicienii din noul cabinet nu avea o statură comparabilă. Imaginea care s-a creat era că, din nou, regele era înconjurat de o camarilă și era rupt de năzuințele populației române din exil. Astfel, regele a încetat să mai fie văzut ca un conducător al românilor din exil și să mai reprezinte un simbol al luptei pentru instaurarea unei democrații în România. Cu toate realizările sale la nivel diplomatic, noul Comitetul nu a reușit niciodată să ajungă iar atragă interesul românilor, nici al celor din afara României, nici al celor care mai rămăseseră în țară.
După constituirea Comitetului Național Român, din inițiativa lui Nicolae Rădescu, Grigore Gafencu și Citta Davila, s-a convocat la 27 noiembrie 1950 o ședință de înființare a Ligii Românilor Liberi  Președinte al Ligii a fost ales generalul Rădescu. Statutul Ligii a fost aprobat la aceeași întrunire. Spre deosebire de Comitetul Național, Liga avea o structură diferită, acceptând o reprezentare mult mai largă. Astfel Liga a devenit organul reprezentativ al exilului românesc, Comitetul Național limitându-se la unele activități politice.

### Activitatea Comitetului Național
Dintre cei rămași în Comitetul Național Român, singura personalitate era Constantin Vișoianu, care, singur, nu putea compensa pierderile. Fiind un diplomat de excepție, Vișoianu s-a ocupat personal de problemele diplomatice, pe care, de altfel, le considera ca fiind de importanță deosebită pentru Comitet. De restul activităților se ocupau ceilalți membri au Comitetului. Prin această diviziune a sarcinilor, Vișoianu a reușit să elimine discuțiile din cadrul Comitetului.

#### Componența comitetului
Imediat după formarea comitetului, au fost cooptați noi membri și în anii următori au fost făcute noi numiri. Dintre persoanele care au fost numite se menționează, pe lângă Anton Crihan, care fusese propus de vechiul comitet, George Assan, Alexandru Bunescu, Dimitrie N. Ciotori, Sabin Manuilă și Mihai Răutu. Dintre noii membri se remarcă Sabin Manuilă un matematician și statistician de excepție, membru corespondent al Academiei Române. Dar statisticile nu erau o activitate determinantă pentru Comitet și, în plus, Manuilă nu dispunea de mijloacele necesare colectării informațiilor de bază necesare, care să fie apoi interpretate matematic.
Completarea comitetului a fost până în ultimii ani un motiv de fricțiuni între Constantin Vișoianu și generalul Petre-Lazăr. Dacă pentru majoritatea deciziilor comitetului, Vișoianu nu avea nevoie de o aprobare din partea regelui, competența de aprobare a numirii de noi membri trebuia aprobată de regele Mihai. Vișoianu se plângea că de fiecare dată când era nevoie de o aprobare, Petre-Lazăr ridica pretenții noi, care dovedeau din ce în ce mai puțină înțelegere a situației reale. Această situație este confirmată de regelui Mihai care arată că în 1953 ceruse "să se coopteze un număr mai mare și mai reprezentativ de oameni noi, atrăgând atenția că trebuie să extindă consultările la reprezentanții mai multor categorii profesionale și instituții românești din exil".  Aceasta era tocmai acțiunea pe care o susținuse grupul condus de Rădescu și Fărcășanu cu puțin timp înainte și care fusese respinsă de regele Mihai, determinând scindarea primului comitet. Mai târziu, în 1974, Vișoianu a cerut numirea unor noi membri ai comitetului, care ajunsese să nu mai cuprindă decât patru membri. Spre deosebire de situațiile anterioare, în acest caz, regele a cerut să i se prezinte o listă de oameni din care să aleagă, deși era izolat de diaspora și nu cunoștea pe niciunul dintre candidați. Nu există nicio explicații a acestor modificări ale punctului său de vedere. În plus, regele punea condiții stricte pentru membri comitetului, în primul rând cea de a nu avea o cetățenie străină afirmând "prin forța lucrurilor, în Comitetul Național nu puteau să activeze decât oameni care nu dobândiseră cetățenia străină". Majoritatea celorlalte comitete ale țărilor sub dominație străină, în particular țările baltice, nu puneau o asemenea condiție. Astfel, erau eliminate din lista de potențiali candidați mulți români din emigrație care ar fi putut aduce o contribuție însemnată activității comitetului. 

#### Activitatea Diplomatică
Sub conducerea lui Constantin Vișoianu, principalul rol al Comitetului era reprezentarea diplomatică a României. El a reușit să orienteze Comitetul în această direcție, iar după 1955 singurele realizări demne de menționat erau cele de natură  diplomatică.
În acest domeniu Comitetul s-a concentrat asupra a trei tipuri de acțiuni:
- Asistența pentru refugiații din România.
- Elaborarea de memorii care să prezinte situația reală din România.
- Colaborarea cu comitetele reprezentând celelalte țări din sfera de influență a Uniunii Sovietice.

##### Ajutorarea refugiaților
După 1948, principala cale de a fugi din România era prin Iugoslavia.
La 17 octombrie 1950, comitetul a adresat șefilor de delegații ale țărilor membre ale ONU un memoriu privind problema refugiaților români, prin care solicita extinderea mandatului Comisariatului ONU pentru refugiați astfel încât să includă diferite măsuri printre care:
- sporirea cotelor de imigrație ale țărilor libere;
- acordarea dreptului la lucru al refugiaților și liberalizarea procedurilor pentru dreptul de exercitare a diferitor profesii;
- acordarea unor documente de călătorie de tipul pașapoartelor Nansen;
- acodarea de burse pentru studenții refugiați;
- organizarea unui sistem de credit rambursabil pentru refugiați.

##### Memorii către Organizația Națiunilor Unite privind situația din România
La 1 octombrie 1950 comitetul a adresat un memoriu elaborat de Constantin Vișoianu, adresat șefilor de delegații din ONU referitor la problema foștilor prizonieri de război reținuți în URSS, arătând că, dintr-un total de 420.000 prizonieri, Uniunea Sovietică repatriase doar 190.000 prizonieri. La 6 ani după semnarea armistițiului cu Uniunea Sovietică mai erau în prizonierat 230.000 militari români. Ca urmare a acestei intervenții și a altora similare înaintate de alte națiuni, la 14 decembrie 1950, Adunarea Generală a ONU a votat rezoluția "Măsuri pentru rezolvarea pașnică a problemei prizonierilor de război"  În aceeași perioadă au mai fost elaborate alte trei memorii despre violarea tratatelor și dreptului internațional de către Uniunea Sovietică și despre instituirea unui regim de drept pentru refugiații politici.

##### Colaborarea cu alte comitete
Una din preocupările principale ale lui Vișoianu era formarea unui organism care să reprezinte ansamblul țărilor care se aflau sub influența URSS. Declarația de principiu a unei asemenea colaborări, "Declaration of Aims and Principles of Liberation of the Central and Eastern European Peoples," a fost semnată la 11 februarie 1951 la Independence Hall, Philadelphia, Pennsylvania.
După îndelungate tratative, Adunarea Națiunilor Captive din Europa a fost înfiițată la 20 septembrie 1954, având scopul de a "asigura eliberarea de sub dictatura comunistă prin mijloace pașnice, să educe opinia publică despre situația reală din spatele Cortinei de Fier și să asigure cooperarea și asistența instituțiilor guvernamentale și non-guvernamentale în realizarea acestor obiective" 
Începând din 1955 activitatea Comitetului s-a dus în principal în concordanță cu celelalte comitete, și diferiți reprezentanți ai Comitetului Național Român au activat în cadrul Adunării Națiunilor Captive. Dintre aceștia trebuie menționat Brutus Coste, secretar general al Adunării (1955 - 1965) și Alexandru Bunescu, președinte al Comisiei Economice a Adunării (1955 - 1959).

#### Activitatea Culturală

##### Fundația Universitară Regele Carol I
În România existase până la preluarea puterii de către comuniști Fundația Universitară Carol I, inaugurată la 14 martie 1895 având rolul de a contribui la formarea elitei intelectuale îndeosebi prin subvenții, premii, burse și tipărirea de lucrări valoroase. Clădirea fundației adăpostea o aulă și o bibliotecă. Fundația a fost desființată prin Decretul 136 din 1948, și proprietățile ei au fost confiscate, biblioteca fiind atribuită Universității C.I. Parhon din București. Celelalte activități ale fundației au fost desființate, activitatea editorială trecând la diferite edituri de stat.  Regele Mihai a fost foarte afectat de această măsură și a cerut comitetului să analizez posibilitatea înființării unei instituții similare în străinătate. 
În ședința din 21 decembrie 1949 comitetul anterior aprobase reînființarea, la Paris, a Fundației Universitare Carol I și alocarea unei sume de 7 milioane franci francezi din fondul Totescu pentru această acțiune. O comisie comdusă de Mihail Fărcășanu a fost însărcinată cu elaborarea unor propuneri de organizare și realizare, în consultare cu Asociația Profesorilor Universitari de la Paris, al cărei președinte era profesorul Petre Sergescu. La 9 septembrie 1950 noul Comitet Națiomnal a propus numirea unei comisii compuse din profesorii Constantin Marinescu, Petre Sergescu și Virgil Veniamin să pregătească proiectul de statul și regulamentul de funcționare al Fundației. În continuare, la 13-14 noiembrie 1950 Comitetul Național a decis numirea unui Comitet de Direcție al Fundației avându-l pe Petre Sergescu director general, iar pe profesorii Constantin Marinescu, Basil Munteanu și Virgil Veniamin ca membri, numirile fiind supuse aprobării regelui Mihai.
În continuare, deși se afla în principiu în subordinea Comitetului Național, Fundația Universitară Carol I a funcționat practic independent, până în 1975 când și-a încetata activitatea, din lipsă de fonduri.

##### Publicații
Comitetul a editat două publicații: revista Romania în limba engleză în Statele Unite și La Nation Roumaine în limba franceză la Paris. 
De asemenea, Comitetul a editat până în noiembrie 1950 un Buletin informativ bilunar în se publicaseră hotărîrile Comitetului care nu erau cu caracter confidențial și dări de seamă cu privire la activitatea Comitetului. De la 1 ianuarie 1950 acesta a fost transformat în Monitorul Comitetului cu apariție lunară 

#### Activitatea Militară
Una din cele mai neașteptate activități, inițiată de reprezentanții țărăniști din Comitet, este cea de înființare a unei organizații militare. Un memoriu care propunea organizarea militară a refugiaților români fusese elaborat, pare-se din proprie inițiativă, de Generalul Dumitru Petrescu și trimis Comitetului. În 28-29 noiembrie 1949 Comitetul a decis să analizeze memoriul într-o ședință ulterioară  Din cauza crizei Comitetului discuția a fost reluată abea la 13-14 noiembrie 1950. Comitetul decide înființarea unei organizații a militarilor români din exil și desemnarea generalului Dumitru Petrescu ca șef al acestei organizații. Organizația ar fi avut rolul de a ține evidența situației militare a tuturor românilor din exil în vederea formării unei armate române de eliberare în cazul declanșării unui război. Îngrijorat de interpretările care ar fi putut fi date unei organizații militare pe teritoriul unor state occidentale și de implicațiile diplomatice ale unei asemenea acțiuni, Constantin Vișoianu a propus să i se dea titlul de "Societate de Știință Militară". 
Există puține informații asupra acțiunilor luate pe linie militară în urma acestei decizii. Au existat însă consultări între reprezentanții militari ai țărilor aflate sub dominația sovietică. Formarea unor unități militare în exil nu s-a materializat însă niciodată, iar în 1954 generalul Petrescu îl informa pe regele Mihai că, pe timp ce trece, posibilitățile militare ale refugiaților din toate țările est-europene scădeau în mod îngrijorător. 

#### Recensământul românilor din emigrație
În 1952 Comitetul a decis să efectueze un recensămând al românilor din străinătate. Nu există informații asupra membrilor care au avut această inițiativă, dar realizarea ei i-a fost încredințată lui Sabin Manuilă. Acțiunea a fost un eșec total, românii exilați privind cu mare suspiciune acest recensământ. Unora le era frică de represalii ale agenților comuniști din străinătate. Alții se temeau că recensământul era făcut pentru înrolarea lor în formații de luptă, legate de activitățile organizate de generalul Petrescu. Foarte mulți s-au ferit de recensământ din cauza "Comisiilor de Repatriere" care funcționau în Germania și Italia și care trimeteau cu forța în țările comuniste pe cei care fuseseră dislocați din cauza războiului . O condiție pe care o pusese comitetul era de a ține în evidență doar pe cei care nu-și luaseră o cetățenie străină, chiar dacă o păstrau ce cea română, în cazul în care statul român nu le-o retrăsese. Majoritatea românilor emigrați căutau să se integreze în societățile în care trăiau și să obțină cetățenia țărilor respective. Condiția a avut astfel ca efect accentuarea îndepărtării românilor din exil de Comitetul Național. 

## Desființarea comitetului
Cu trecerea timpului diferitele activități ale Comitetului s-au redus, membri Comitetului arătând un interes din ce în ce mai scăzut. Din cauza vârstei, mulți dintre ei s-au retras. La începutul anilor 1970 numărul membrilor Comitetului se redusese la patru. Singurul care s-a arătat neobosit și care, în cele din urmă a dus aproape singur activitatea Comitetului a fost Constantin Vișoianu.
Începând din anii 1960 guvernul american a redus finanțarea Adunării Națiunilor Captive, ceea ce a afectat negativ posibilitățile de acționare a acestor organizații 
În 1975 administrația Statelor Unite a decis să înceteze finanțarea comitetelor națiunilor captive. După ce își abandonase aliații din Vietnamul de Sud, președintele Gerald Ford decidea că și comitetele națiunilor captive erau inutile. El și-a reafirmat punctul de vedere cu un an mai târziu când, într-o dezbatere cu Jimmy Carter a afirmat că "nu există o dominație sovietică în Europa de Est". Astfel, președintele Gerald Ford a decis nu doar încetarea luptei anti-comuniste din Asia de Sud-Est, ci a acceptat și cedarea oricărei susțineri rezistenței anti-comuniste din țările Europei răsăritene. Conferința de la Helsinki se înscria și ea pe aceeași linie de capitulare totală în fața expansiunii comuniste.
Complet lipsite de resurse, atât Asociația Națiunilor Captive, cât și asociațiile naționale au fost nevoite să-și înceteze activitatea. Constantin Vișoianu și-a prezentat demisia regelui Mihai. Această demisie nu a fost primită și generalul Petre-Lazăr i-a scris o scrisoare foarte agresivă, cerându-i să prezinte un bilanț al activității comitetului. După ce, prin corespondența sa Petre-Lazăr, îngreunase în foarte mare măsură activitatea comitetului, această ultimă scrisoare nu făcea decât să demonstreze, pentru o ultimă oară lipsa de colaborare dintre aghiotantul regelui și comitet. După ce condusese timp de 25 de ani Comitetul Național Român, în condiții foarte dificile și cu resurse minime, regele Mihai nu a considerat oportun să-i adreseze nici măcar trei rânduri de mulțumire și de apreciere a eforturilor depuse. 